# Verkehrsbetriebe Hamburg-Holstein
Die Verkehrsbetriebe Hamburg-Holstein GmbH (VHH, seit Februar 2024 mit dem Markennamen vhh.mobility) ist – nach der Hamburger Hochbahn AG (HHA) – das zweitgrößte Verkehrsunternehmen in Norddeutschland und beschäftigt direkt rund 2500 Mitarbeiter. Mit rund 800 Fahrzeugen ist VHH Mobility der drittgrößte kommunale Busbetreiber in der Bundesrepublik Deutschland. Die meisten der auf die VHH konzessionierten Linien werden in Hamburg und den holsteinischen Kreisen Pinneberg, Segeberg, Stormarn und Herzogtum Lauenburg innerhalb des Hamburger Verkehrsverbundes (HVV) betrieben. vhh.mobility ist auch Betreiber des On-Demand-Services „hvv hop“.

## Bediengebiet und Angebot
VHH Mobility betreibt neben Stadtbus- und Regionalbuslinien in Hamburg und darüber hinaus u. a. die Stadt- bzw. Ortsverkehre in Wedel, Schenefeld, Pinneberg, Quickborn, Norderstedt, Henstedt-Ulzburg, Bargteheide, Ahrensburg, Reinbek, Wentorf, Schwarzenbek, Geesthacht und Lauenburg sowie zahlreiche Buslinien im freigestellten Schülerverkehr innerhalb des HVV. Daneben werden auch Fahrten für die Schüler zwischen den Schulen und den Schwimmbädern (z. B. in Pinneberg und Norderstedt) geleistet.

Die VHH bedient Hamburgs westlichste (Rissen), nördlichste (Duvenstedt), östlichste (Altengamme) und südlichste (Zollenspieker bzw. Krauel in den Vierlanden) Haltestellen. Seit Dezember 2018 betreibt die VHH mit der Buslinie E30 (seit dem 15. Dezember 2019: X30), die Bergedorf mit Harburg verbindet, nun Buslinien in allen Bezirken in Hamburg. Außerdem betreibt VHH-Mobility On-Demand-Verkehre unter dem Namen „hvv hop“ in den drei Gebieten Hamburg-Harburg, Henstedt-Ulzburg und Trittau/Brunsbek/Siek sowie im Spätverkehr ein Anruf-Sammel-Taxi-Angebot (AST 829) in den Vier- und Marschlanden.
Busse der Verkehrsbetriebe Hamburg-Holstein bedienen im nordöstlichen Hamburg (besonders im Raum Rahlstedt) einige Linien im Auftrag der HHA, im Kreis Pinneberg werden einige Fahrten für das Tochterunternehmen Kreisverkehrsgesellschaft in Pinneberg (KViP), besonders im Raum Barmstedt, durchgeführt. Bis zum 31. Dezember 2014 führte die VHH auch den Stadtbusverkehr von Neumünster im Auftrag der Stadtwerke Neumünster (SWN, außerhalb des HVV) durch.
Die VHH ist als sogenanntes Zentral-Verkehrsunternehmen (ZVU) für alle Verkehrsunternehmen im HVV für die HVV-Schulprojekte (vormals HVV-Schulberatung) und die HVV-Mobilitätsberatung für Senioren sowie bis Januar 2019 für Flüchtlinge zuständig.

Logo der Verkehrsbetriebe Hamburg-Holstein von September 2015 bis Februar 2024

Logo der Verkehrsbetriebe Hamburg-Holstein AG von Dezember 2012 bis September 2015

## Geschichte
Die von 2000 bis 2012 bestehende VHH PVG-Unternehmensgruppe war ein Gleichordnungskonzern der Verkehrsbetriebe Hamburg-Holstein AG (VHH) und der Pinneberger Verkehrsgesellschaft mbH (PVG). Sie beförderte 2011 mit einem Fuhrpark von rund 580 Omnibussen knapp 108 Millionen Fahrgäste. Seit dem 1. Dezember 2012 werden die beiden Unternehmen vereinigt als VHH weitergeführt.
Damit die VHH in ihrem angestammten Gebiet bei der Vergabe der Verkehrsleistungen in Hamburg im Rahmen einer Direktvergabe berücksichtigt werden kann, müssen verschiedene Rahmenbedingungen eingehalten werden. Dazu gehört, dass die VHH ihre Verkehrsleistungen nur noch innerhalb des HVV-Verbundraums durchführt. Deswegen wurde der vorher zur VHH gehörende Busbetrieb im nicht zum HVV-Gebiet gehörenden Neumünster zum Jahreswechsel 2014/2015 aus der VHH ausgegliedert und mit Betriebsmitteln und Personal in die zur Stadtwerke Neumünster Beteiligungen GmbH gehörenden SWN Verkehr GmbH überführt. Die Auftragsleistungen für die Stadtwerke Neumünster ergaben zuletzt einen Umsatzerlös von 5,7 Mio. Euro im Jahr.
Zum 1. Oktober 2015 änderte die VHH ihre Gesellschaftsform von einer AG zu einer GmbH.
Die Fahrten auf der seit Jahren außerhalb des HVV betriebenen Linie A20 zwischen dem Hamburger ZOB am Hauptbahnhof und dem Flughafen Lübeck-Blankensee als Zubringer zu den Flügen über die Autobahnen A 1 und A 20 wurden am 31. Mai 2016 eingestellt, da dort kein Linienflugverkehr mehr stattfand.
Im Folgenden wird die Geschichte von VHH und PVG geschildert:

### Verkehrsbetriebe Hamburg-Holstein AG (1954 bis 1999)

#### Entstanden aus zwei Eisenbahn-Betrieben
In den Hamburger Randgebieten gab es zur Erschließung des ländlichen Raumes einige Kleinbahnen, die Rentabilitätsprobleme hatten. So entstand 1942 der Gedanke der Zusammenführung solcher hamburgischen Eisenbahnunternehmen. Nach der erhöhten Nachfrage in der unmittelbaren Nachkriegszeit brach der Personenverkehr bei diesen Eisenbahnstrecken ein, das Verkehrsbedürfnis konnte mit neu an die Eisenbahnunternehmen gelieferten Omnibussen besser und mit weniger Personal kostengünstiger durchgeführt werden. Bereits am 9. Dezember 1952 beschlossen die am 31. August 1905 gegründeten Bergedorf-Geesthachter Eisenbahn AG (BGE) und der Kreis Stormarn als Eigentümer der Verkehrsbetriebe des Kreises Stormarn (VKSt), die die Südstormarnsche Kreisbahn betrieben, diese beiden Unternehmen zusammenzuführen. Am 1. September 1953 übernahm die BGE die 1928 gegründeten VKSt mit der 1907 in Betrieb genommenen Südstormarnschen Kreisbahn und ihren sieben Buslinien, 26 Omnibussen und 15 Busanhängern sowie 108 Beschäftigten, darunter 36 Fahrer und 27 Schaffner.

Nach einer Hauptversammlung der BGE mit Kapitalerhöhungsbeschluss entstand am 7. April 1954 die Verkehrsbetriebe Hamburg-Holstein AG (VHH). Am 2. Juni 1954 erfolgte die Eintragung im Handelsregister. Die Freie und Hansestadt Hamburg hielt 88,11 % der Aktien des neuen Verkehrsunternehmens, 11,89 % hielt der Kreis Stormarn. Damals wurden 73 Omnibusse und 26 Busanhänger eingesetzt, auf 20 Buslinien mit 309 km Gesamtstreckenlänge der Omnibuslinien wurden rund elf Millionen Fahrgäste im Jahr befördert. Die Gleislänge der Eisenbahnanlagen (nur noch Güterverkehr) der VHH betrug 155 km. Den gesamten Betrieb der Eisenbahn auf den Betriebsanlagen der VHH, die weiterhin Eigentümer blieb, übernahm die AKN, ebenso wie nach und nach den Betrieb der anderen nichtbundeseigenen Eisenbahnen (ANB, EBO) im Raum Hamburg nördlich der Elbe.
Die ersten drei Kraftomnibusse wurden bei der BGE am 15. Mai 1926 von Bergedorf aus über Geesthacht nach Lauenburg eingesetzt, am 15. Mai 1928 fuhren die ersten Busse bei der VKSt auf Linie.
Entwicklung des BGE-Busbetriebs siehe Bergedorf-Geesthachter Eisenbahn#Einsatz von Omnibussen.

Entwicklung des VKSt-Busbetriebs siehe Südstormarnsche Kreisbahn#Omnibusbetrieb.
Übernommene Buslinien der BGE
010 Hamburg ZOB – Billstedt – Bergedorf – Geesthacht (– Tesperhude) / – Lauenburg (ab 2. Januar 1967 HVV-Schnellbus-Linie 21 [ab 29. Mai 1983 Linie 31, heute Linie X80] mit roter Liniennummer, streckenweise auch Linien 131 [ex 1b] und 231 [ex 1a])
020 Bergedorf Bf. – Kirchwerder (– Krauel) (ab 24. September 1967 HVV-Linie 324 bzw. 225)
030 Bergedorf Bf. – Holtenklinke – Horst – Borghorst → Altengamme (ab September 1967 HVV-Linie 228)
040 (Hamburg ZOB – Billstedt – Boberg – Lohbrügge –) Bergedorf Bf. – Wentorf (– Reinbek Bf.) (später nur noch östlicher Abschnitt, ab 24. September 1967 HVV-Linie 235)
06a Bergedorf Bf. – Lohbrügge Markt – Reinbek, Kreuzweg – Juridwerke – Glinde (später HVV-Linie 137)
06b Reinbek Bf. – Kreuzweg – Juridwerke – Glinde (ab 24. September 1967 HVV-Linie 337 bzw. 237)
06c Bergedorf Bf. – Lohbrügge – Reinbek, Kreuzweg – Reinbek Bf. – Schönningstedt – Ohe / (– Neu-Schönningstedt) (später zunächst HVV-Linie 337, dann 136/236)
070 Bergedorf Bf. – Pollhof – Achterschlag – Curslack (später HVV-Linie 225)
100 Bergedorf Bf. – Schiefe Brücke – Howe (– Warwisch – Fünfhausen) (ab 24. September 1967 HVV-Linie 223)
110 Bergedorf Bf. – (Curslack) / Neuengamme (− Kiebitzbraak) (ab 24. September 1967 HVV-Linie 227 bzw. 327)
120 Bergedorf Bf. – Heckkathen – Oberer Landweg – Allermöhe (– Reitbrook) (ab 24. September 1967 HVV-Linie 222)
130 Hamburg ZOB – Rothenburgsort – Tiefstack Bf. – Moorfleet – Tatenberg – Ochsenwerder – Fünfhausen – Howe – Zollenspieker (am 2. Januar 1967 Bedienungsverbot von ZOB bis Rothenburgsort aufgehoben, ab 24. September 1967 HVV-Linie 120)
140 Bergedorf Bf. – Billwerder – Mittlerer Landweg – Allermöhe, Kirche (nur werktags, kein Spätverkehr; ab 24. September 1967 HVV-Linie 221)
150 Ringlinie: Bergedorf Bf. → Krankenhaus → Pfingstberg → Bergedorf Bf. (ab 24. September 1967 HVV-Linie 135)
zu 150 Bergedorf Bf. – Krankenhaus – Sternwarte – Friedhof (nur sonn- und feiertags, kein Spätverkehr)
170 Ringlinie: Bergedorf Bf. → Nettelnburg → Bergedorf Bf. (ab 24. September 1967 zunächst HVV-Linie 226, ab 1. Juni 1975 Linie 235)
Linien der ehemaligen Verkehrsbetriebe des Kreises Stormarn (VKSt)
210 Hamburg ZOB – Wandsbeker Chaussee – Wandsbek Markt – Tonndorf – Rahlstedt – Stapelfeld – Großensee – (Lütjensee) – Trittau (am 2. Januar 1967 ZOB – Wandsbek Markt eingestellt, Rest erst als HVV-Linie 164, dann Linie 364)
220 Hamburg ZOB – Billstedt – Ost-Steinbek – Glinde – Neu-Schönningstedt (– Langelohe) / (– Witzhave – Grande) (ab 28. Mai 1967 ab U-Bf. Horner Rennbahn – Trittau als HVV-Linie 333)
23a Ahrensburg Bf. – Schmalenbeck – Siek (1955 als Linie 27 vom Hamburger Verkehrs-Betrieb Hans Rieck (HVB) im Auftrag der VHH betrieben, später HVV-Linie 469)
23b (Ahrensburg Bf. – Bünningstedt –) Timmerhorn – Hoisbüttel U-Bf. (– Bergstedt, Friedhof – Volksdorf U-Bf.) (bis 1957, später HVV-Linie 376)
23c Ahrensburg Bf. – Siedlung Am Hagen – Volksdorf U-Bf. (wurde 1955 vom Hamburger Verkehrs-Betrieb Hans Rieck (HVB) als Linie 23 betrieben, danach Abschnitt nach Volksdorf eingestellt, später HVV-Linie 269)
240 (Ahrensburg Bf. –) Groß-Hansdorf U-Bf. – Hoisdorf – Lütjensee – Trittau (– Hamfelde) (bald nach Basthorst verlängert, später HVV-Linie 369)
Die Ahrensburger 23er Linien wurden zum 1. Januar 1955 aus Wirtschaftlichkeitsgründen an einen Privatunternehmer abgegeben, am 30. September 1956 teilweise aber wieder selbst übernommen. Der Ahrensburger Stadtverkehr bekam die Liniennummer 25, hier wurden zunächst Kleinbusse vom Typ Daimler-Benz O 319 eingesetzt. Linie 24 wurde von Hamfelde bis nach Basthorst im Kreis Herzogtum Lauenburg verlängert. Die Linie 22 wurde von Hamburg ZOB über Billstedt und Glinde bis Neu-Schönningstedt verkürzt, den Streckenabschnitt von hier bis Trittau übernahm die neue Linie 26.

Weitere Linien wurden eingerichtet:
050 Bergedorf Bf. – Lohbrügge Markt – Leuschnerstr. – Max-Eichholz-Ring (ab 1964, ab 24. September 1967 HVV-Linie 136)
080 Bergedorf Bf. → Lohbrügge Markt → Ladenbeker Furtweg → Riehlstr. → Höperfeld → Bergedorf Bf. (ab 30. September 1956; ab 24. September 1967 HVV-Linie 134)
090 Boberg (Havighorst) – Unfallkrankenhaus – Lohbrügge Nord – Bergedorf Bf. (ab 30. September 1962; nach 1964 über Holtenklinke bis Börnsen verlängert; am 2. Januar 1967 bis Neu-Börnsen verlängert, HVV-Linie 234 bzw. östl. Teil später Linie 435)
160 Bergedorf Bf. – Mohnhof – Krankenhaus – Sternwarte – Friedhof (ex Linie zu 15, 3. Juni 1956 – 26. Mai 1962, nur sonntags)
180 Öjendorf – Billstedt – Billbrook – Tiefstack Bf. – Rothenburgsort, Zollvereinsstr. (am 24. September 1967 aufgeteilt in HVV-Linien 233 und 360, letztere später HVV-Linie 130, jetzt Linie 119)
190 Billbrook – Billbrookdeich – Billwerder-Moorfleet Bf. – Moorfleet (nur werktags; ab 24. September 1967 HVV-Linie 460, ab 27. September 1970 Linie 330, jetzt 432)
200 Hamburg ZOB – Billstedt – Lohbrügge-Nord – Glinde (am 2. Januar 1967 Bedienungsverbot zwischen ZOB und Billstedt aufgehoben, am 24. September 1967 als HVV-Linie 332 über Neu-Schönningstedt und Stemwarde bis Kronshorst verlängert)
250 Stadtverkehr Ahrensburg: Rosen-/Lilienweg – Ahrensburg West U-Bf. – Hamburger Str./Wulfsdorfer Weg – Ahrensburg Bf. – Manhagener Allee – Ahrensburg Ost U-Bf. – Am Hagen (ab 4. Oktober 1959)
260 Hamburg ZOB – Billstedt – Kirchsteinbek – Boberg – Reinbek, Juridwerke – Schönningstedt – Neu-Schönningstedt, Haidkrug – Trittau (ab 30. Mai 1965, später als HVV-Linie 332 ab Billstedt)
270 Reinbek Bf. – Schönningstedt – Glinde – Neu-Schönningstedt – Stemwarde – Stellau – Stapelfeld – Braak – Siek – Schmalenbeck – Groß-Hansdorf – Ahrensburg, Berufsschule (einzelne Schülerfahrt ab 1957; wurde erst im Januar 1982 in den HVV-Tarif integriert, zunächst als Linie 469, dann 437, jetzt 776)
280 Reinbek – Schönningstedt – Neuschönningstedt – Glinde – Willinghusen – Stemwarde – Stellau – Stapelfeld – über Autobahn A 1 – Bad Oldesloe, Berufsschule (Einzelfahrt morgens hin, nachmittags zurück). Diese Linie wurde am 30. September 1956 von Trittau Bf. über Schönberg – Eichede – Treuholz Bf. nach Bad Oldesloe mit 30,2 km Linienlänge neu eingerichtet. Sie war nie Teil des HVV-Angebots.
300 Bergedorf Bf. – Lohbrügge Markt – Lohbrügge Nord, Leuschnerstraße (ab November 1964; ab 24. September 1967 HVV-Linie 334 bis Korachstr.)
310 Bergedorf Bf. – Lohbrügge Markt – Leuschnerstr. – Röpraredder – Reinbek, Hamburger Str. – Siedlung Hinschendorf – Störmer Weg (ab 26. September 1965; ab 2. Januar 1967 HVV-Linie 137)
Im Jahr 1955 wurden 111 Fahrzeuge auf einem Streckennetz von 244 km eingesetzt, die Tages-Kilometerleistung lag bei 16.600 km mit durchschnittlich etwa 36.000 beförderten Fahrgästen am Tag, die Gesamt-Kilometerleistung im Jahr betrug 6,064 Mio. km bei 13,0071 Mio. beförderten Personen. Die Beschäftigtenzahl lag bei 495 Personen.
Der Betrieb der VHH-Eisenbahnen (ehemals BGE, Billwerder Industriebahn und Südstormarnsche Kreisbahn; nur noch Güterverkehr) wurde 1956 an die AKN abgegeben, die damit den Betrieb aller hamburgischen Eisenbahnen durchführte. So wurde das Ziel einer rationelleren Betriebsweise durch einen gemeinsamen Betrieb erreicht.
Bei der VHH fuhren von Beginn an Busfahrer als sogenannte „Selbstkassierer“, Schaffner wurden bis 1957 hauptsächlich in Omnibuszügen eingesetzt. Der letzte Schaffnerbus war ein dreitüriger Mercedes-Benz O 317k von 1967 mit Schaffnersitz an der hinteren Tür (Zweispur-Einstieg), der als Einzelstück bis zum 19. Dezember 1974 mit der letzten Schaffnerin auf der Ringlinie 135 in Bergedorf fuhr. Der Fahrscheinverkauf in den Bussen erfolgte ab 1953 mittels Almex-Fahrscheindrucker, von 1967 (zur Einführung des HVV-Gemeinschaftstarifs) bis 1998 durch TIM-Drucker. Die Einführung elektronischer Fahrscheindrucker wurde 1994 bis 1998, zuerst im Betriebshof Quickborn, vorgenommen.
Ab 1955 wurde der UKW-Funksprechverkehr eingeführt und 1957 die erste vollautomatische Bus-Waschanlage in Deutschland in Betrieb genommen. Ende 1957 waren bereits 90 von 276 bei der VHH eingesetzten Fahrzeuge mit Sprechfunkgeräten versehen und mit der Zentrale in Bergedorf verbunden. Dabei waren auch zwei Werkstatt-Hilfswagen. Ab 1958 wurden im Betriebshof Bergedorf Heizanlagen für Busse installiert.
1964 wurden 204 Busse auf 55 Buslinien mit 949 km Länge eingesetzt, rund 30 Mio. Personen wurden durch die VHH befördert.
In den 1960er Jahren gab es sonntags eine Fahrt vom ZOB Hamburg zum Seehospital in Sahlenburg bei Cuxhaven und zurück.

#### Expansion durch Übernahme von Busbetrieben in Holstein
- Am 1. Juli 1956 übernahm die VHH den Stadtbusverkehr in Neumünster von der Fa. Glau und Habild mit dem Betriebshof in der Rosenstraße sowie 19 Omnibussen und 4 Busanhängern und betrieb danach die Linien 51–68. 1957/1958 wurde auch der Ortsverkehr Bordesholm von der VHH bedient. 1958 kamen Linien nach Heidmühlen, Wahlstedt und Bad Bramstedt dazu.[22]
- Im September 1956 wurde der Busbetrieb des Unternehmers Gatermann in Ahrensburg übernommen und als Linie 25 betrieben. Der bereits zum 1. Januar 1955 an einen Privatunternehmer abgegebene Betrieb der Ahrensburger Linien ist 1957 wieder selbst übernommen worden.[23] Daraus entstanden später die HVV-Linien 169/269.
- Die VHH übernahm zum Sommerfahrplan 1957 den Ortsverkehr Bordesholm von der Firma Werner Gram, gab ihn 1958 aber wieder ab.
- Am 1. November 1957 wurde von Ruy Prahl der Omnibusbetrieb Heinrich Prahl („Mittelholsteiner Liniendienst“)[24] in Bad Bramstedt mit 41 Beschäftigten, 16 Omnibussen (Borgward, Büssing, Magirus-Deutz und Krauss-Maffei), 3 Sattelzugomnibussen und einem Gerätewagen sowie 17 Buslinien nach Hamburg, Hohenwestedt, Itzehoe und Bad Segeberg sowie zwischen Kellinghusen und Nortorf übernommen[25] und mit neuen Liniennummern weiter betrieben:[26]

0660 (Neumünster Hbf ← Boostedt ← Großenaspe ←) Bimöhlen – Bad Bramstedt (Linienlänge 23,7 km; nur Einzelfahrten morgens bis mittags)
0670 Neumünster Hbf – Hardebek – Hasenkrug (– Brokstedt – Fuhlendorf – Bad Bramstedt Bf.) (28,5 km; nur werktags, kein Spätverkehr)
1010 Hamburg ZOB – Feldstraße – S-Bf. Holstenstr. – Eidelstedt – Schnelsen – Bönningstedt – Hasloh – Quickborn – Bad Bramstedt (– Wrist Bf. – Kellinghusen – Rade – Meezen – Hohenwestedt) (79 km Linienlänge, teilw. im Auftrag der AKN; nach 1967 in eigener Regie außerhalb des HVV fortgeführt, Bad Bramstedt – Hohenwestedt 1978 eingestellt, Rest 1984 von Autokraft Linie 1675 übernommen)
1020 Bad Bramstedt – Wrist Bf. – Kellinghusen – Westermoor – Kronsmoor – Itzehoe (29,9 km; im Mai 1962 an die Deutsche Bundespost)
1030 Hamburg Ochsenzoll Bf. – (Lindenhof – Harksheide, Marktplatz) – Harksheide, Schützenwall (am 30. Juli 1967 Bedienungsverbot auf der Ulzburger Str. aufgehoben, HVV-Linie 193)
1040 Barmstedt – Groß Offenseth-Aspern – Itzehoe (nur bis 1959)
1050 Pinneberg Bf. – Kummerfeld – Oha – Ellerhoop – Bevern – Barmstedt Bf. (– Lutzhorn) (23,5 km; ab 1982 nur noch Barmstedt–Lutzhorn [außerhalb des HVV], Pinneberg–Kummerfeld–Ellerhoop an PVG-Linie 394 im HVV)
1060 Hamburg Ochsenzoll Bf. – Harksheide – Rhen – Henstedt – Kisdorf (– Sievershütten – Stuvenborn – Todesfelde – Wittenborn – Bad Segeberg Bf.) (49,1 km; Kisdorf – Bad Segeberg im Mai 1962 an Deutsche Bundespost; Rest teilw. im Auftrag der ANB; ab 1. November 1967 Ochsenzoll – Kisdorf HVV-Linie 293)
1070 Bad Bramstedt – Hasenmoor – Hartenholm – Wittenborn – Bad Segeberg Bf. (31,6 km; im Mai 1962 an die Deutsche Bundespost)
1100 Kaltenkirchen Bf. – Oersdorf (– Winsen – Kattendorf – Hüttblek –) Struvenhütten (15,7 km; nur Einzelfahrten freitags vormittags)
1110 Bad Bramstedt – Lentföhrden – Moorkaten – Kaltenkirchen Bf. – Sievershütten – Todesfelde – Wittenborn – Bad Segeberg Bf. (51,1 km; nur Einzelfahrt werktags, morgens hin, abends zurück; im Mai 1962 an die Deutsche Bundespost)
1120 Bad Bramstedt – Weddelbrook – Mönkloh (8 km; nur zwei Fahrtenpaare mi+sa morgens und mittags; 1972 an Fa. Storjohann in Bad Bramstedt)
1130 Hamburg Ochsenzoll Bf. – Glashütte – Tangstedt – Wilstedt (– Wilstedt Siedl. / – Wakendorf II) (19,5 km; ab 24. September 1967 nur noch bis Wilstedt Siedl., zunächst HVV-Linie 192, ab Mai 1968 Linie 378)
Die VHH hatten nach der Übernahme nun 175 Busse, die in den drei Betriebshöfen Bergedorf, Trittau und Bad Bramstedt gewartet wurden.
Bereits 1962 wurde die Betriebsstelle in Bad Bramstedt mit den dortigen Linien an die Deutsche Bundespost abgegeben, die restlichen ehemaligen Prahl-Linien wurden nun vom Betriebshof Quickborn (ex Mullikas) aus betrieben.
- Am 1. Februar 1962 übernahm die VHH den Busbetrieb der Firma Paul Mullikas in Quickborn mit seinem Betriebshof, der Belegschaft (19 Fahrer, 5 Schaffner, 12 Beschäftigte in der Werkstatt sowie 4 im Büro), 22 Bussen (Krauss-Maffei und Daimler-Benz) und 8 Busanhängern sowie den Linien zwischen Barmstedt, Pinneberg und Hamburg (Schnelsen sowie Langenhorn).[30] Dazu gehörte die seit den 1920er Jahren betriebene Linie 100, die von Barmstedt über Quickborn zum ZOB in Hamburg führte, und die 1950 eingeführte Linie 118, die vom Bf. Ochsenzoll über Garstedt, Schnelsen und Rellingen zum Bahnhof Pinneberg führte. Letztere bekam am 24. September 1967 die HVV-Liniennummer 195.[31]

1000 Hamburg ZOB – Feldstr. – Bf. Holstenstr. – Langenfelde – Stellingen – Eidelstedt – Schnelsen – Bönningstedt – Hasloh – Quickborn – Hemdingen – Heede – Barmstedt (40,9 km; ab 2. Januar 1967 Quickborn–Barmstedt zunächst HVV-Linie 179, ab 1968 Linie 294)
116/117 (Pinneberg Bf. – Borstel-Hohenraden –) Quickborn Bf. – Ellerau – Quickborn-Heide – Friedrichsgabe – Ulzburger Str. – Hamburg Ochsenzoll Bf. (28,4 km; bis 1966 im Auftrag der ANB; ab September 1967 HVV-Linie 194)
1180 Pinneberg Bf. – Rellingen – Ellerbek – Neu-Egenbüttel – Hamburg-Schnelsen – Ohe – Garstedt – Hamburg Ochsenzoll Bf. (22,2 km; ab September 1967 HVV-Linie 195)
1190 Pinneberg Bf. – Rellingen – Tangstedt (6,2 km; zunächst nur zwei Fahrten werktags; ab September 1967 HVV-Linie 395)
Die ab Dezember 1927 betriebene Linie 100 wurde 1967 aufgeteilt: der nordwestliche Teil Barmstedt–Quickborn wurde zunächst als Linie 179, dann als Linie 294 innerhalb des HVV betrieben, der restliche Teil (Hamburg–Quickborn) wurde zusammen mit Linie 101 außerhalb des HVV-Tarifs weiterbetrieben. Zum 3. Juni 1984 wurde die Linie mit alternierenden Führungen (über Eidelstedt bzw. Niendorf) von der Autokraft übernommen: Kursbuchnummer 1675 Hamburg ZOB – Quickborn – Bad Bramstedt (– Neumünster – Kiel), ab 1998 unter der Liniennummer 4540.
- Am 1. April 1962 übernahm die VHH den Stadtbusverkehr der Fa. Gustav Eder in Geesthacht mit zwei Krauss-Maffei KMS-125-Bussen (ab 1966 Linie 16, ab 24. September 1967 HVV-Linie 331).
- Am 27. September 1970 wurde der Busbetrieb Joseph Meister in Lauenburg mit fünf Bussen und zwei Kleinbussen übernommen, der Stadtbusverkehr wurde danach als HVV-Linie 531 betrieben.
- Am 1. Januar 1972 wurde der Busbetrieb Hansa Kiel GmbH in Kronshagen mit elf Bussen übernommen (Überland-Buslinien 81–83). Die Konzessionen dieser Linien wurden am 1. Februar 1978 (nach Quellen der HHA, zu der die PVG damals gehörte, im Mai 1977, vermutlich der Übergabe-Zeitpunkt der Betriebsführerschaft) an die PVG abgegeben, die diese am 1. Juni 1985 an die Autokraft abgaben.

#### Die VHH als HVV-Verbundverkehrsunternehmen
Die VHH war 1965 Gründungsmitglied des ersten Verkehrsverbundes in Deutschland, des Hamburger Verkehrsverbundes HVV. Im Zusammenhang mit der Integration in den Verbund wurde am 2. Januar 1967 die vorherige Buslinie 1 (Hamburg ZOB – Billstedt – Bergedorf – Geesthacht – Lauenburg) aufgeteilt in zwei Buslinien mit Normaltarif auf Teilstrecken (131: Hamburg ZOB – Billstedt – Bf. Bergedorf – Geesthacht – Tesperhude / – Oberstadt und 231: Bf. Bergedorf – Geesthacht – Lauenburg) sowie in eine Regional-Schnellbuslinie umgewandelt. Als Linie 21 verkehrte letztere danach zum 1.-Klasse-/Schnellbus-Tarif des HVV, später lautete die Liniennummer 31; seit Dezember 2021 verkehrt sie als zuschlagfreie ExpressBus-Linie X80. Vom 2. Januar 1967 bis Ende Juli 1968 erfolgte eine weitgehende Umstellung der Liniennummern im HVV. Die Stadt- und Regionalbuslinien erhielten nun dreistellige Nummern mit Bereichskennung als mittlere Ziffer, damit war eine klare Zuordnung möglich und es gab keine Doppelbezeichnungen mehr. Einige regional verkehrende Linien wurden in das Hamburger Stadtnetz integriert, beispielsweise wurde die bisherige Linie 21 (Hamburg ZOB – Wandsbek – Rahlstedt – Trittau) zwischen Hamburg ZOB und Wandsbek Markt eingestellt (wg. Parallelverkehr zur U-Bahn), die nun 364 genannte Linie bediente alle Haltestellen der hier auch verlaufenden HHA-Linie 164 zwischen U-Bf. Wandsbek Markt und Rahlstedt mit, das frühere Bedienungsverbot wurde aufgehoben.

Die Linien 100/101 zwischen Hamburg Hbf/ZOB und Bad Bramstedt sowie 105 nach Lutzhorn wurden ebenso wie die Linien 27 und 28 nicht in den HVV-Tarif integriert. Erstere wurden 1984 an die Autokraft abgegeben.
1967 wurde die neue Linie 431 von Geesthacht Markt über die neue Elbbrücke nach Niedermarschacht eingerichtet. Später wurde die Linie über Artlenburg nach Lauenburg verlängert. Diese Linie führt(e) nach/durch Niedersachsen.
Ende 1967 hatten die innerhalb des HVV betriebenen VHH-Linien eine Länge von 736,9 km (+ 127,9 km), die Streckenlänge betrug hier 432 km (+ 13,3 km), es gab auf 45 Linien 21,7 Mio. Beförderungsfälle, mit 173 Bussen wurden 825,8 Mio. Platzkilometer geleistet, die Platzausnutzung lag bei 22,5 %. Die Zahl der Haltestellen betrug 621. Die mittlere Reisegeschwindigkeit lag bei 25,5 km/h. Die VHH erhielt 1967 für ihre Leistungen innerhalb des Verkehrsverbundes vom HVV nach dem Einnahmenaufteilungsvertrag 14,941 Mio. DM zugeteilt.

1968 wurden 267 Busse eingesetzt. Als Ausgleich für die entfallenen Leistungen der Buslinien zwischen Hamburg ZOB und Wandsbek bzw. Billstedt, die wegen der neugebauten U-Bahn dorthin zurückgezogen wurden, erhielt die VHH Leistungen als Auftragsfahrten auf HHA-Buslinien im Bereich Wandsbek. Solche Auftragsfahrten werden in sehr viel geringerem Umfang noch heute, besonders im Raum Hamburg-Rahlstedt, geleistet.

Der Schienenersatzverkehr der im September 1973 auf dem, nicht in den HVV-Gemeinschaftstarif einbezogenen, aufgegebenen Streckenabschnitt der Elmshorn-Barmstedt-Oldesloer Eisenbahn (EBOE) von Barmstedt über Ulzburg nach Bad Oldesloe wurde bis 1983 von der VHH durchgeführt, 1983 ist er für etliche Jahre vom Omnibusbetrieb Otto Strunk übernommen worden, zuletzt mit einer Gemeinschaftskonzession mit der VHH/PVG. Inzwischen wird die Linie 7141 von Henstedt-Ulzburg über Nahe nach Bad Oldesloe allein von der VHH betrieben; auf dem Streckenstück von Barmstedt über Langeln und Alveslohe nach Henstedt-Ulzburg wird nur noch eine Fahrt in dieser Richtung als Linie 6541 angeboten – der Ersatzverkehr ist hier wegen des wieder aufgenommenen Schienenverkehrs nicht mehr erforderlich –, die restlichen Fahrten der Linie 6541 bedienen hier jetzt mehr die Fläche bis Hemdingen.
1976 setzte die VHH 321 Busse von Betriebsstellen in Hamburg-Bergedorf, Glinde, Trittau, Ahrensburg, Lauenburg, Quickborn, Neumünster und Kiel (hier 6 Wagen) ein.

1975–1979 wurde der älteste und größte Betriebshof der VHH (ehemals BGE) in Bergedorf aus- und neugebaut. Im Februar 1976 wurde die neue Pflegehalle in Betrieb genommen, außerdem 186 Busstellplätze in Schrägaufstellung mit Ladesäulen im Freien, im April 1978 folgte die neue Hauptwerkstatt und im April 1979 das neue Betriebsdienstgebäude und 224 Pkw-Stellplätze für die Mitarbeiter und Besucher.
In den 1980er Jahren sank die Verkehrsnachfrage aufgrund sinkender Schülerzahlen, Bevölkerungsrückgang in Hamburg und steigendem Individualverkehr. Im Jahr 1984 ging die Zahl des Beförderungsaufkommens im Linienverkehr um 5,5 % auf 32,11 Mio. Fahrgäste zurück; innerhalb des HVVs reduzierte sich die Nachfrage von 33,3 Mio. auf 32,0 Mio. Fahrgäste (− 3,8 %), auf den Linien außerhalb des HVVs ging die Beförderungszahl von 0,29 Mio. auf 0,14 Mio. zurück, der Stadtbusverkehr Neumünster wurde nun nur noch im Auftrag der Stadtwerke gefahren. Im Gelegenheitsverkehr sank das Fahrgastaufkommen um 30,2 % auf 0,14 Mio. Fahrgäste. Die Nutzwagenkilometer betrugen 15,6 Mio. km im HVV, im Auftragsverkehr 2,89 Mio. km, im Gelegenheitsverkehr 1,08 Mio. km. Die Umsatzerlöse beliefen sich auf 67,61 Mio. DM. 1022 Mitarbeiter wurden beschäftigt, 39,3 Mio. DM wurden an Löhnen und Gehältern gezahlt, 7,2 Mio.DM an sozialen Abgaben und 2,4 Mio. DM für Altersversorgung und Unterstützung.
Am 26. August 1985 wurden die 1983 abgegebenen Schulbusfahrten in den Vier- und Marschlanden wieder von der VHH übernommen. Dabei wurden diese Fahrten in den allgemeinen ÖPNV integriert und im HVV-Fahrplan veröffentlicht. Zur besseren Orientierung der jungen Kinder bekamen die „Schülerlinien“ zusätzlich Tiersymbole als Linienkennzeichen. Folgende Linien waren betroffen:
2200 Moorfleet – Spadenland – Zentralschule Ochsenwerder = Hase
2210 Krapphofschleuse – Reitbrook – Zentralschule Mittlerer Landweg – S Nettelnburg – Bf. Bergedorf = Hahn
3220 Overwerder – Warwisch – Schule Fünfhausen – Wulffsbrücke – Heinr.-Osterath-Str. – Zentralschule Kirchwerder = Eichhörnchen
4220 Zentralschule Ochsenwerder → Wulffsbrücke → Schule Fünfhausen → Oortkaten → Gauert → Zentralschule Ochsenwerder = Pelikan
3230 Fersenweg – Overwerder – Howe – Lütjenburg – Schule Zollenspieker – Zentralschule Kirchwerder – Neuengammer Hausdeich – Zentralschule Curslack = Maus
1240 = Pinguin
4240 Kälbersteert – Kiebitzdeich – Krauel – Kirchwerder Mühlendamm – Zentralschule Kirchwerder – Schule Zollenspieker = Ochsenkopf
2270 Kiebitzbrack – Kiebitzdeich – Neuengamme – Zentralschule Curslack = Schmetterling
2280 Schule Altengamme – Horst = Fisch
3280 Speckenweg – Horst – Borghorst – Schule Altengamme – Horst – Speckenweg – Achterschlag – Zentralschule Curslack = Känguruh
Zum 2. Juni 1991 wurde auch im Raum Trittau/Lütjensee der Schülerverkehr in den allgemeinen ÖPNV-Verkehr im HVV integriert und damit für jeden nutzbar. Auch hier bekamen diese nur an Schultagen verkehrenden Zusatzfahrten Tiersymbole:
3330 Witzhave – Grande – Schulzentrum Trittau = Hahn
2370 (Brunsbek-Langelohe –) Kronshorst – Rausdorf – Trittau, Vorburg – Schulzentrum Trittau = Hase
4640 Großensee – Lütjensee – (Dwerkaten) – Grönwohld – Schulzentrum Trittau – Campe-Schule = Eichhörnchen
3690 Trittau, Rausdorfer Str. (West) – Schulzentrum Trittau = Schmetterling
5690 Köthel – Hamfelde – Schulzentrum Trittau (– Grönwohld – Großhansdorf – Schulzentrum Schmalenbeck → Bf. Ahrensburg → Ahrensburg, Berufsschule) = Pinguin
Am 31. Dezember 1985 waren bei der VHH 1049 Mitarbeiter, davon 725 Fahrer, beschäftigt. Es gab 356 Busse in den fünf Betriebshöfen in Bergedorf (165 Busse, davon 140 Standardbusse, 12 Schnellbusse, 11 Reisebusse und 2 Museumsbusse), Glinde (64 Busse, außerdem 6 Überlandbusse in Trittau für den Schülerverkehr), Ahrensburg (23 Busse), Quickborn (46 Stadtbusse, 2 Überlandbusse, 8 Reisebusse) und Neumünster (32 Busse, davon 18 der Stadtwerke Neumünster). Die Zahl der geleisteten Platzkilometer lag im Jahr 1985 bei 1,421 Milliarden. Es wurden 32,2 Mio. Fahrgäste befördert.

Vom Betriebshof Glinde wurden für die HHA-Linien 116, 260, 261, 163, 263, 165 und der Nachtlinie 618 von der VHH Auftragsfahrten geleistet. Für die VHH führten 1986 folgende Betriebe Auftragsfahrten durch:
- Orthmann's Reisedienst (ORD, Tochterunternehmen der VHH) auf den Linien 130, 131, 231, 132, 135, 237 und Nachtlinie 609 mit ehemaligen VHH-Bussen
- Travers Omnibus-Gesellschaft (TOG, Tochterunternehmen der HHA) auf den Linien 122, 230, 330, 231, 133, 333, 364 und Nachtlinie 609
- Dahmetal auf der Linie 369 (Hoisbüttel – Bünningstedt – Ahrensburg Bf. – Großhansdorf – Lütjensee – Trittau – Basthorst)

Neben dem öffentlichen Linienverkehr bedient die VHH auch Linien für Schüler und Werkverkehr, so wurden z. B. Ende der 1980er Jahre im Bereich Norderstedt folgende Linien betrieben (700er Linien = Schulverkehrslinien, 800er Linien = Werkverkehr):
7420 Friedrichsgabe – Syltkuhlen (später Linie 796)
7460 Schulzentrum Süd – Tangstedt (später Linie 478)
7480 Norderstedt-Garstedt/Harksheide – kath. Schule Langenhorn (später Linie 793)
8130 Ochsenzoll Bf. – Gewerbegebiet Harkshörn (Pea)
8140 Garstedt Bf. – Gewerbegebiet Harkshörn

#### Grenzverkehr zur DDR und deren Wende
Nach Einführung des kleinen Grenzverkehrs mit der DDR wurde 1973 eine Linie von Lauenburg zur nahen Grenzübergangsstelle Horst an der innerdeutschen Grenze eröffnet, wo der Umstieg auf Busse des Kraftverkehrs Hagenow erfolgte. Die auf dieser Linie 20 (außerhalb des HVV) eingesetzten Busse durften damals keine Werbung tragen oder mit den sonst üblichen UKW-Funkgeräten ausgerüstet sein.

In der Wendezeit der DDR entfiel Ende 1989 der Umstieg an der Grenzübergangsstelle, die Linie 20 von Lauenburg nach Horst wurde bis Boizenburg verlängert und zusammen mit dem Kraftverkehr Hagenow als Linie 15 betrieben. Diese Gemeinschaftslinie wurde später jahrelang mit der inzwischen entstandenen Ludwigsluster Verkehrsgesellschaft unter der Liniennummer 515 betrieben.
Ab dem 3. Februar 1990 führte die VHH Fahrten mit Reisebussen vom Hamburger ZOB über Lauenburg und Hagenow nach Schwerin, später bis nach Wismar, als Linie 16 durch. Die Fahrten fanden mindestens zweimal wöchentlich statt, bei Bedarf auch öfter, morgens nach Schwerin und abends zurück. Die Gegenfahrten führte der Kraftverkehr Hagenow durch.
Im Dezember 1989 wurden 16 Busse speziell ausgerüstet und mit der Aufschrift „Die Bundesrepublik informiert“ versehen an das Bundespresseamt vermietet. Sie wurden bis April 1990 als „Infomobil“ in verschiedenen bundesdeutschen Städten in Grenznähe und West-Berlin zur „Information der Besucher aus der DDR über die praktischen Fragen des täglichen Lebens in der Bundesrepublik“ eingesetzt. Zwei Busse wurden noch bis Ende Mai 1990 in Hamburg bzw. in Berlin eingesetzt.

Im Januar 1990 wurden zwei Stadtbusse vom Typ Mercedes-Benz O 305 (Wg. 8007+8010) der Hamburger Partnerstadt Dresden geschenkt.

Den Verkehrsbetrieben Hagenow, Magdeburg, Dresden und Güstrow wurde fachliche Unterstützung bei der Umgestaltung und Anpassung ihrer Betriebe an die neuen Erfordernisse geleistet.

#### 1990er Jahre
Der offizielle Firmensitz der VHH befand sich im Hochbahnhaus in der Steinstraße 20, die kaufmännische und die Personalverwaltung hatte ihren Sitz noch bis 1996 in der Grusonstraße in Hamburg-Billbrook.
Im Bezirk Bergedorf wurde am 31. Mai 1992 das Frauen-Nachtauto (FNB) zur Beförderung von Frauen und Kindern bis zum Alter von zwölf Jahren nach telefonischer Anmeldung eingeführt. Angeboten wurden die Fahrten von Mai bis Ende September von 18 Uhr bis 2 Uhr nachts (in den Nächten zum Sonnabend, Sonntag und vor Feiertagen sogar bis 4 Uhr), von Ende September bis Mai bereits ab 16:30 Uhr. Für eine Fahrt waren 5 DM, mit gültiger HVV-Fahrkarte 4 DM zu zahlen, die Beförderung von Kindern von 4 bis 12 Jahren kostete 3 DM. Die VHH beschaffte hierfür drei Mitsubishi L 300 Minibusse (Wagen 8931–8933). Am 29. Mai 1994 wurde das Frauen-Nachtauto abgelöst durch ein für alle offenes Anruf-Sammel-Taxi-System (AST 829). Das Bedienungsgebiet sind nun nur noch die Vier- und Marschlande, dieses wurde in acht örtlich abgegrenzte Zielgebiete eingeteilt, die von Taxis zu festgelegten stündlichen Abfahrtzeiten vom Bahnhof Bergedorf aus angefahren werden. Andersherum können aus dem Gebiet von bestehenden Haltestellen Fahrten im Gebiet und zum Bahnhof Bergedorf angetreten werden. Die Fahrtwünsche müssen vorher bei der VHH angemeldet werden. Das Gebiet ist zur Ermittlung des Fahrpreises in zwei Zonen eingeteilt, für HVV-Zeitkarten-Inhaber gibt es Ermäßigung.

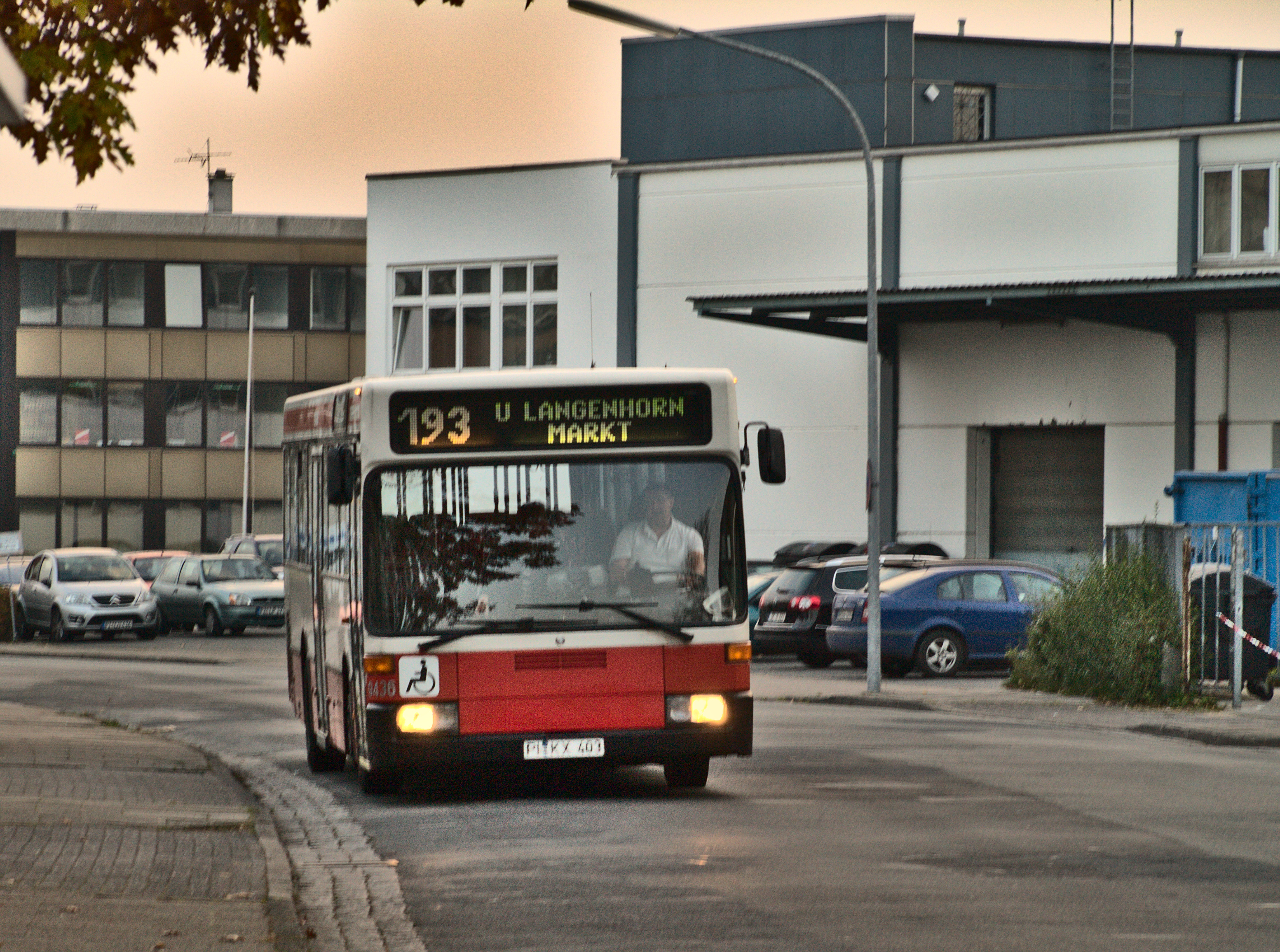
Mercedes-Benz O 405 N in Norderstedt, Gewerbegebiet Nettelkrögen (Wagen 9436)

1992 setzte die VHH 345 Busse auf 65 Linien ein. 1993 wurden mit 358 Bussen (davon bereits 111 Niederflurbusse; 34 Busse standen im Eigentum der Stadtwerke Neumünster) auf 97 Linien (davon 87 innerhalb des HVV) mit insgesamt 2036 km Linienlänge (768 km Streckenlänge) und etwa 1200 Haltestellen 55,676 Mio. Personen befördert. Die Betriebsleistung lag 1993 bei 24.786 Mio. Wagenkilometern (17.010 Mio. innerhalb des HVV, 102 Mio. außerhalb des HVV, 7,545 Mio. im Auftrag anderer und 129 Mio. für Frauen-Nachtauto im Bezirk Bergedorf/Vierlanden). Die Anzahl der Mitarbeiter betrug am 31. Dezember 1993 1244 (929 im Fahrdienst, 70 im Betriebsdienst, 177 im Werkstatt- und Pflegedienst, 47 in der Verwaltung, außerdem 21 Auszubildende).

1995 beförderte die VHH mit 348 Bussen, davon 166 Niederflurbusse, auf 100 Linien (davon 84 innerhalb des HVV) mit 2035 km Länge (783 km Streckenlänge) 39,184 Mio. Fahrgäste. Der Reiseverkehr wurde ab 1994 über das damalige VHH-Tochterunternehmen Hans H. Grünwold GmbH (82 % VHH-Anteil) mit modernen Reisebussen (Reisering Hamburg) durchgeführt. Mitte der 1990er Jahre wurden die ersten Gelenkbusse gebraucht gekauft und zunächst im Schülerverkehr eingesetzt. Ab Anfang 1998 wurde die Linie 334 im Neubaugebiet Neu-Allermöhe die erste VHH-Stadtbuslinie, auf der hauptsächlich Gelenkbusse eingesetzt wurden.
1996 wurde der Hamburger Verkehrsverbund (HVV), der bisher auch die Verkehrsplanung für die verschiedenen beteiligten Verkehrsunternehmen gemeinsam erledigte, umstrukturiert und in eine GmbH umgewandelt. Viele Aufgaben wurden nun wieder von den Verkehrsunternehmen selbst übernommen, die dafür die oft bisher an den HVV „ausgeliehenen“ Mitarbeiter bei sich übernahm. Die VHH führte nun die Verwaltungsfunktionen in Bergedorf zusammen, dafür wurde der neue Anbau an das Verwaltungsgebäude bezogen.
1998 hatte die VHH 398 Busse, davon 324 Solo-Linienbusse, 12 Gelenkbusse, 27 Überlandbusse, 3 Kleinbusse und 32 Reisebusse im Bestand, mit denen rund 22 Mio. Wagenkilometer geleistet wurden. Der Niederfluranteil lag inzwischen bei 80 %. Die VHH betrieb 99 Linien innerhalb und elf außerhalb des HVV mit zusammen 2180 km Linienlänge, auf den eigenen Linien wurden rund 38,5 Mio. Fahrgäste befördert. Insgesamt waren 1064 Personen bei der VHH beschäftigt, davon 858 im Fahrdienst, 114 in den Werkstätten und 72 in Verwaltung und Beratung. Es gab 20 Auszubildende.
Um Kosten zu sparen, setzte die VHH auch in den 1990er Jahren Fremdunternehmen (z. B. Oberelbe Touristik GmbH (OTG) in Geesthacht und Viking Reisen in Norderstedt [1995–2007]) ein, die mit ihren Bussen im Auftrag auf bestimmten VHH-Linien fuhren. Auch die PVG führte im Kreis Pinneberg und der Stadt Norderstedt Fahrten auf VHH-Linien durch, die VHH setzte ihrerseits Wagen auf PVG-Linien ein (z. B. Linie 115). Auf den zwei für die Stadtwerke Norderstedt konzessionierten Buslinien führte die VHH den Betrieb durch. Der Auftragsverkehr für die HHA im Bezirk Wandsbek wurde weiterhin durchgeführt, hierfür wurde auch die Tochterfirma Orthmann's Reisedienst GmbH (ORD, damals 95 % VHH-Anteil) eingesetzt. Der Verkehr im Raum Ahrensburg wurde 1995 an das ausgegründete Tochterunternehmen Ahrensburger Busbetriebsgesellschaft mbH (abg, damals VHH 51 % und OTG 49 %) übertragen. Auch die HHA führte Fahrten auf einzelnen Linien der VHH aus, außerdem die Firmen Dahmetal J. Rudolf & Sohn GmbH & Co. KG, Zerbin, ab Dezember 2014 auch der Kieler Busbetrieb Vineta im Raum Norderstedt/Pinneberg, ab 2018 der Reisedienst Hamburg im westlichen Bereich und ab Anfang 2020 auch umbrella, Elite Traffic und die Autokraft.

#### Eingesetzte Fahrzeuge

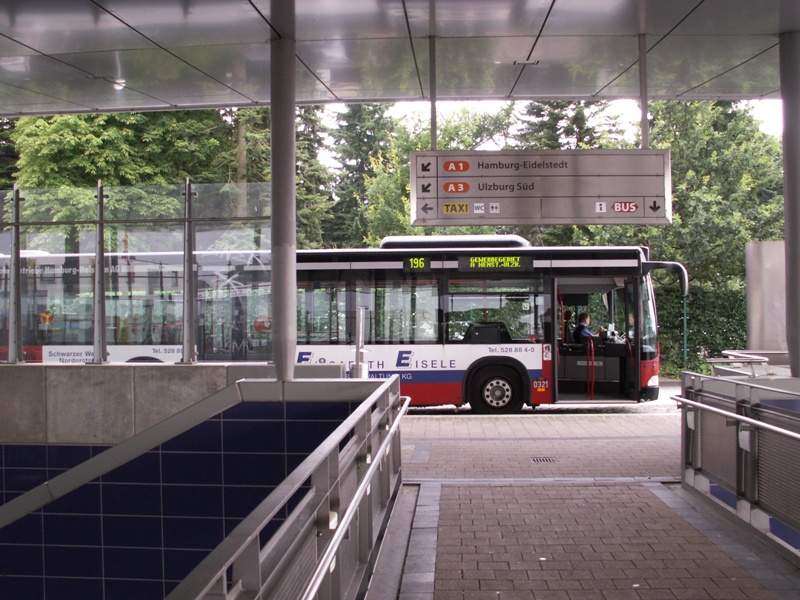
VHH-Bus (Citaro von 2003) am AKN-Bahnhof Henstedt-Ulzburg

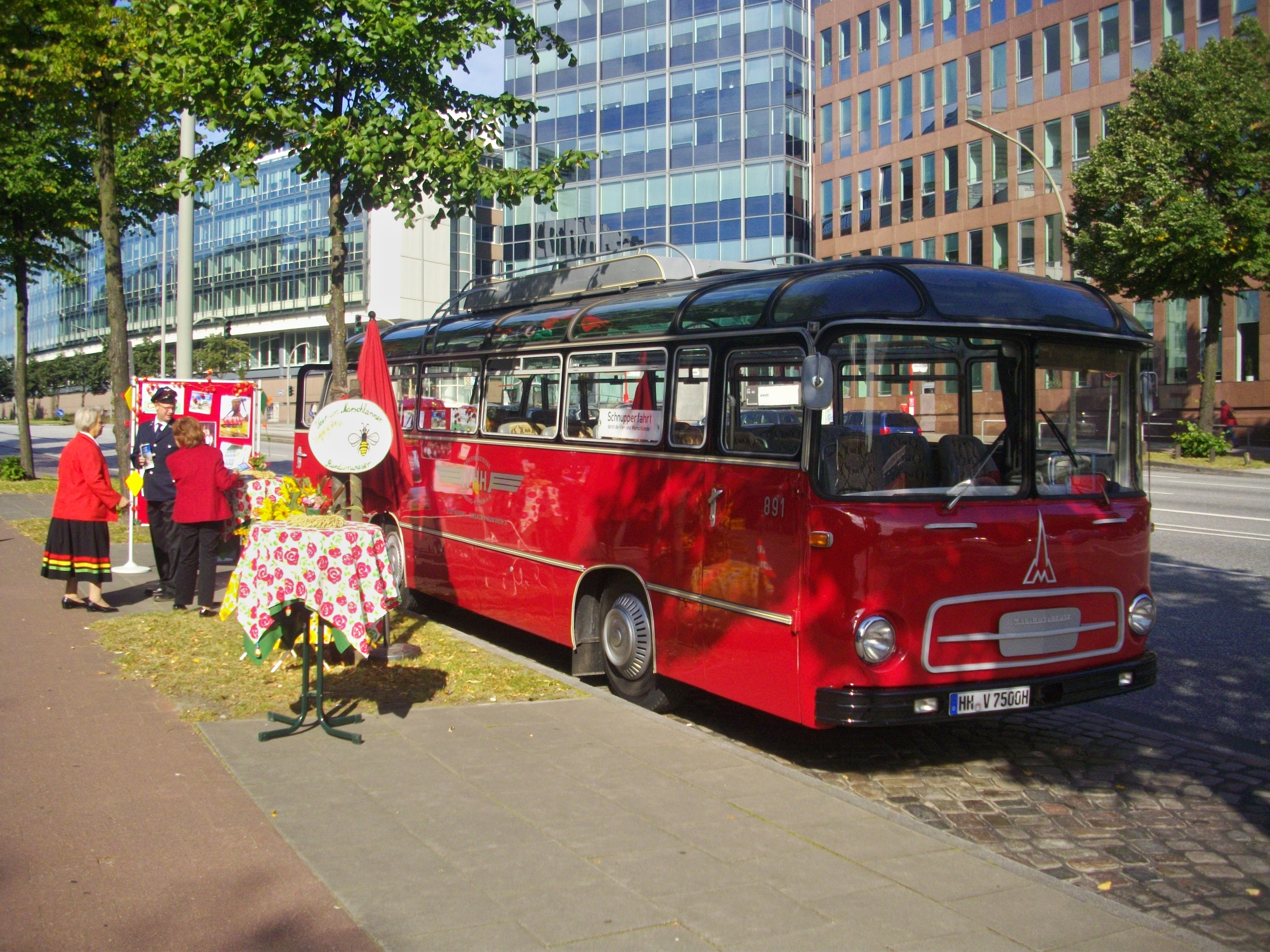
Magirus-Deutz Saturn II Reisebus als historischer VHH-Bus (2008)

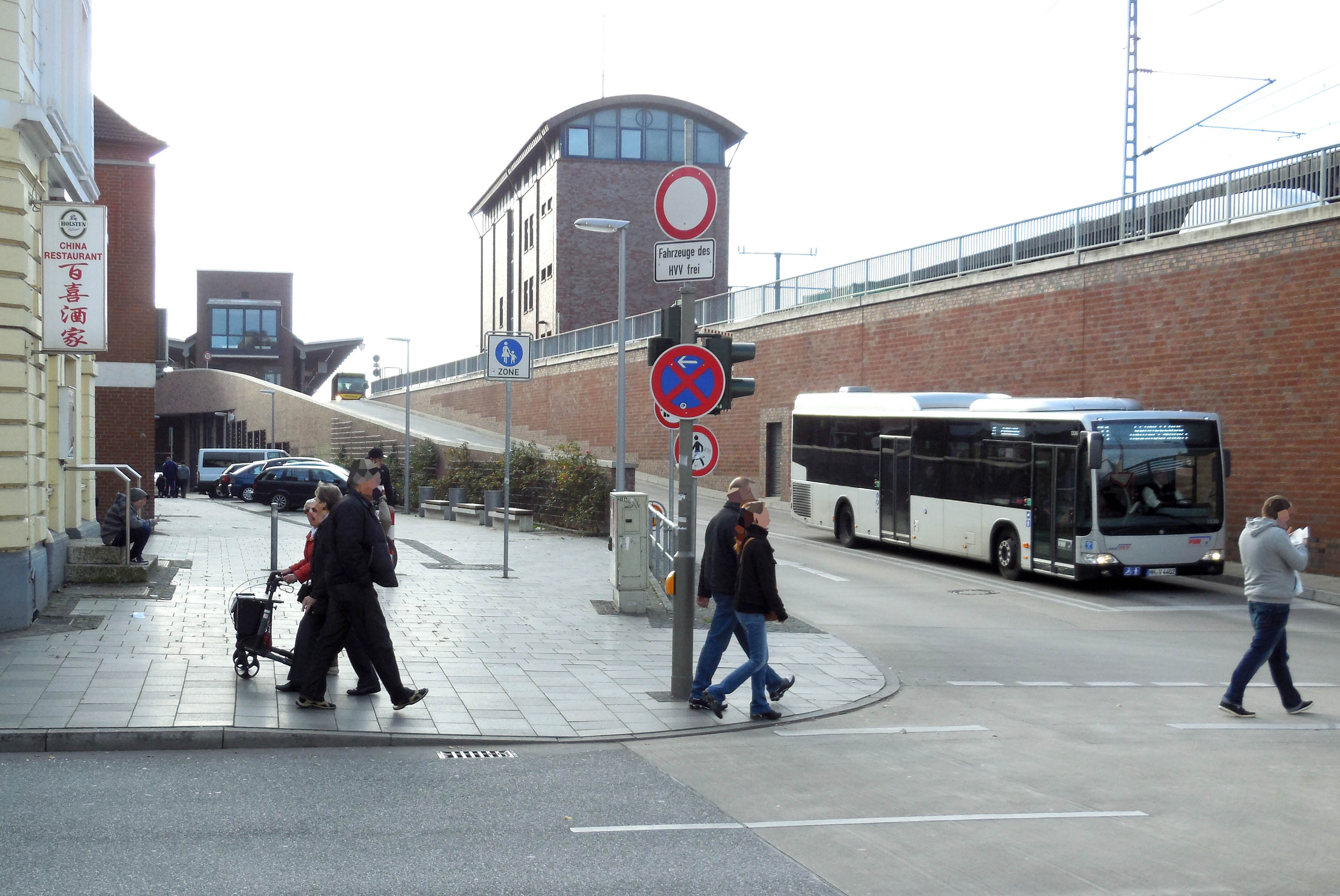
Mercedes-Benz Citaro LE von 2013 auf der Schnellbuslinie 31 auf der Abfahrt des neuen Busbahnhofs am Bahnhof Bergedorf

Nach verschiedenen Büssing-Baumustern und Daimler-Benz O 3500, O 6600 H und O 321 H und HL sowie einzelnen Mercedes-Benz O 319 und Krauss-Maffei KMO und KML (auch von übernommenen Busbetrieben wie Mullikas) wurden in den 1960er Jahren hauptsächlich Busse von Büssing (Präsident und Senator), Daimler-Benz (O 317, neu 1958 bis 1967; Stormarner Wagen mit Ausstieg am Heck, Bergedorfer Wagen mit Ausstieg in der Mitte) und Magirus-Deutz (Saturn II bzw. 150 S und 150 LS, neu 1962 bis 1966) beschafft. Seit 1964 erhalten die VHH-Fahrzeuge Wagennummern, bei denen die ersten zwei Ziffern aus den letzten zwei Ziffern des Baujahres bestehen (z. B. 6424 = Baujahr 1964). Ab 1968 wurden VÖV-Standard-Linienbusse von Büssing (Präfekt 13 D und 14 D Standard) und ab 1969 Daimler-Benz (Mercedes-Benz O 305) als 11-m-Stadtbus und bis 1971 auch in der 11,3-m-Überland-Ausführung beschafft. In den 1970er Jahren wurden neben O 305 und O 307 von Daimler-Benz auch drei Serien (145 Wagen) vom ungarischen VÖV-Bus Ikarus 190 beschafft. Danach gab es bis 1999, bis auf wenige Ausnahmen, nur Busse von Daimler-Benz (bis 1984 O 305, ab 1985 O 405, O 407, O 405 N und seit 1999 Citaro, zunächst als Überlandausführung MÜ, inzwischen auch – für den Einsatz auf der Schnellbuslinie – in der LE-Variante). Von 1982 bis 1991 wurde auch der Mercedes-Benz Ü 80 (Prototyp des neuen Überlandbusses als Nachfolger des StÜLB aus den 1970er Jahren) eingesetzt, der bei den Fahrzeugwerkstätten Falkenried (FFG) entwickelt und gebaut worden war.
1999 wurden im Rahmen einer Produkt-Offensive für die Schnellbuslinie 31 zwischen Hamburg und Lauenburg von EvoBus neben den Citaro MÜ auch einige Mercedes-Benz Integro und Setra S 315 NF (1999–2008) beschafft. 2003 folgte ein Setra-Doppeldeckerbus (niederfluriger S 431 DT-L mit Kinderwagen- und Rollstuhlplatz und zwei Treppen), er wurde damals auch auf der Schnellbuslinie eingesetzt. Bis 2015/2016 wurde dieser neben dem MB O 404 von 1997 auf der Zubringerlinie A20 zum Lübecker Flughafen Lübeck-Blankensee vom Hamburger ZOB über die Autobahn eingesetzt.

Daneben gab es für den Reiseverkehr (später Reisering) mehrere Magirus-Deutz 150 R 12 (1966–1975), Mercedes-Benz O 302 (1971–1982), O 303 (1976–1998), O 404 (1992–2008), Setra S 315 (1995–2006), S 415 (ab 2001), S 416, S 417 und MAN Lion's Coach (2003–2010), außerdem einen O 309 D (1968–1978).

Für den Einsatz in der engen Altstadt von Lauenburg gab es ab 1995 einen Kleinbus von Ernst Auwärter Typ Teamstar. Seit 1996 werden auch Gelenkbusse beschafft, zunächst gebrauchte O 305 G und O 405 G, ab 1999 neue O 405 GN und Citaro G in dreitüriger Ausführung. Mit einem Magirus-Deutz Saturn II Reisebus von 1962, einem Büssing Präsident von 1964 und einem Mercedes-Benz O 305 von 1984 besitzt die VHH drei „Museumsbusse“, die auch im Gelegenheitsverkehr eingesetzt wurden.
Bis einschließlich 1968 hatten die VHH-Busse eine Lackierung in Dunkelrot mit einem schwarzen Fensterband und Dach (das allerdings oben weiß bzw. grau war) und schwarzen Stoßstangen und Felgen. Ausnahme waren einige Magirus-Deutz Saturn-150-S-Busse, die im vertraglich geregelten Auftragsverkehr (als Ausgleichsmaßnahme für die verkürzten VHH-Buslinien wegen der U-Bahn-Erweiterungen) auf für die Hamburger Hochbahn (HHA) konzessionierten Linien liefen, die wie die HHA-Busse rot/creme lackiert waren. Ab 1969 erhielten neue Fahrzeuge, wie bei den anderen VÖV-Verkehrsbetrieben im HVV, die Lackierung in Weiß mit breitem roten Band unterhalb der Fenster und schwarzer Stoßstange und schwarzen Felgen, ab 1968 wurden einige Büssing Präfekt 14 D Standard-Überlandbusse in der bereits von der HHA benutzten Schnellbus-Lackierung in Rosa/Weiß auf der Schnellbuslinie 21 eingesetzt. Auch ein Magirus-Deutz L 117 StÜL-Bus und einige Mercedes-Benz O 307 bekamen diese Schnellbus-Lackierung. Die folgenden dort auch als Schnellbus eingesetzten MB O&#8239407 erhielten eine rosa Lackierung mit roter Schürze und rotem Band um die Dachkante über den Fenstern. Ab 1996 wurde wieder die alte dunkelrot/schwarze Lackierung eingeführt, später wurde ein etwas helleres Rot benutzt. Nach Bildung der VHH-PVG-Unternehmensgruppe wurde ab 2006 eine neue Lackierung in Silbergrau eingeführt, hier stand oft der Name „VHH“ in großen roten Lettern auf den hinteren Karosserie-Seiten. Seit Mitte der 2010er Jahre werden, zunächst aus Kostengründen, bei MAN-Lion's-City-Bussen, später auch bei Volvo- und Mercedes-Benz-Fahrzeugen, die Lackierung neuer Busse in Weiß bzw. Lichtgrau bestellt.

#### Betrieb Neumünster (1956 bis 2014)
Nach der Übernahme von Glau und Habild 1956 führte die VHH bis 1979 den Stadtbusverkehr in Neumünster in eigener Regie und auf eigene Rechnung durch. Zum 31. Dezember 1979 kündigte die VHH den Vertrag mit der Stadt wegen zunehmender Unwirtschaftlichkeit. Bisher bekam die VHH lediglich Ausgleichszahlungen für den Schülerverkehr, das ständig steigende sonstige Defizit musste die VHH selbst tragen. Da die Stadt die Übernahme des Defizits für 1980 zusagte, führte die VHH den Stadtverkehr weiter durch. Vom 1. Januar 1981 bis zum 31. Dezember 2014 wurde der Stadtbusbetrieb in Neumünster von der VHH im Auftrag der Stadtwerke Neumünster (SWN) durchgeführt; das hatte den Vorteil, dass so innerhalb des Stadtwerke-Haushalts die Verluste aus dem ÖPNV mit den Gewinnen aus Strom, Fernwärme und Wasser im „Querverbund“ verrechnet werden konnten.
Ab 1983 wurden SWN-eigene Fahrzeuge beschafft, die eine andere Farbgebung hatten (die sonst roten Flächen waren hier türkis). Ab 2001 kamen wieder VHH-eigene Busse nach Neumünster, allerdings mit türkisfarbenen Flächen. Ab 2004 wurden Busse mit Erdgas-Motoren (MAN Lion’s City CNG) angeschafft, allerdings wieder von den SWN. Nach einigen Jahren gehörten die Busse wieder der VHH, wobei die Front weiter in Türkis gehalten wurde. Der Stadtverkehr in Neumünster wird außerhalb des HVV angeboten, inzwischen gilt hier der Schleswig-Holstein-Tarif.
Am 1. Januar 2015 wurde der Busbetrieb in Neumünster in das neue Unternehmen SWN Verkehr GmbH überführt, das jetzt ein SWN-Tochterunternehmen ist. Dazu gehören der Betriebshof an der Rendsburger Straße mit allen Bussen und dem vorherigen VHH-Fahr- und Werkstattpersonal. Grund ist die Direktvergabe der Linienkonzessionen in Hamburg, die eine Beteiligung der VHH an Ausschreibungen außerhalb des HVV-Verkehrsgebiets ausschließt.

### Pinneberger Verkehrsgesellschaft mbH (bis 1999)

#### Beginn als Busbetrieb Reimers
Das Unternehmen geht auf den 1925 in Marne (Holstein) gegründeten Kraftverkehrsbetrieb August Reimers zurück, der zuerst eine Buslinie von Marne nach Krempe betrieb. Bereits im November desselben Jahres wurde mit einem Teilhaber eine weitere Linie von Marne nach Burg eingerichtet. 1926 kamen die Linien Marne–Wilster und Itzehoe–Hörnerkirchen hinzu, letztere wurde vom Omnibusbetrieb Schröder in Lägerdorf übernommen. 1927 wurde eine Buslinie von Marne nach Elmshorn mit täglich vier Fahrtenpaaren eingerichtet; die einfache Fahrt kostete damals 3 Mark, die Hin- und Rückfahrt 4,50 Mark. Der Betriebssitz wurde 1928 von Brunsbüttel in die Marner Süderstraße 14 verlegt, hier wohnte nun auch die Familie Reimers. 1929 wurde die Linie von Burg nach St. Margarethen eröffnet. Der Sohn Heinz Reimers begann 1930 eine Lehre im elterlichen Betrieb. Bis Ende 1930 wurden insgesamt 16 Omnibusse eingesetzt.
1932 erhielt August Reimers nach langen Verhandlungen die Genehmigung zur Verlängerung der Buslinie Marne–Elmshorn nach Altona. Ab 10. September 1932 führte der Linienweg von Elmshorn über Langelohe–Eckholt–Seeth–Oha–Kummerfeld–Pinneberg–Rellingen–Halstenbek–Brande–Schenefeld–Blankenese und weiter über die Elbchaussee bis Altona. Sonntags wurde wegen der Sperrung der Elbchaussee über Nienstedten–Klein Flottbek–Othmarschen gefahren. Die Linie wurde bald über den Neuen Pferdemarkt bis zum Hamburger Hauptbahnhof verlängert.
Am 1. Februar 1934 übernahm August Reimers von der Witwe des Rellinger Unternehmers Julius Martens den Omnibusbetrieb ihres Mannes mit dem Personal und der Linie von Eidelstedt über Rellingen zum Pinneberger Ratsberg und weiter bis Kummerfeld bzw. Appen sowie die Nachtlinie Pinneberg–Hamburg. Der Verkehr auf dieser Strecke begann bereits am 14. Dezember 1913 mit dem Probebetrieb als Kraftomnibuslinie der Auto-Omnibus-Gesellschaft in Rellingen zwischen der Straßenbahn-Endstelle in Stellingen und Tangstedt bzw. Pinneberg über Eidelstedt und Rellingen. Der reguläre Betrieb wurde mit zwei Kraftomnibussen am 20. Mai 1914 zwischen Eidelstedt und Pinneberg Ratsberg bzw. Tangstedt über Rellingen aufgenommen, aber nach Beginn des Ersten Weltkriegs im September 1914 wieder eingestellt. Am 5. Juni 1925 richtete Julius Martens die Linie von Eidelstedt über Rellingen bis zum Pinneberger Ratsberg wieder ein, im Sommer 1928 wurde sie bis Kummerfeld bzw. Appen verlängert.
1934 wurde von Reimers als Wagen 33 ein Großraum-Sattelzugomnibus mit einem Daimler-Benz LZ 10000 als Zugmaschine in Betrieb genommen, der eine besondere Lackierung aufwies. 1935 übernahm Reimers vom Omnibusunternehmer Pfennig in Itzehoe die Linie Itzehoe–Hohenwestedt. Von Marne wurden als sogenannte „Flitzer“-Verkehre Fahrten mit kleineren Bussen (Opel Blitz und Daimler-Benz) nach Büsum, Husum und St. Peter auf Eiderstedt eingerichtet. Bereits im nächsten Jahr wurde der Verkehr nach Büsum und St. Peter nicht mehr angeboten, der nach Husum mit großen Bussen durchgeführt. Dafür wurde in Husum eine Garage eingerichtet. 1936 übernahm Reimers vom Unternehmen Leineweber in Marne die Linie von dort nach Friedrichskoog. Auch wurden zwei weitere Großraum-Sattelzugomnibusse angeschafft, diesmal mit Büssing-NAG-Sattelzugmaschinen. Der Auflieger hatte Ledersitze und eine Toilette mit Wasserspülung. 1937 kamen zwei weitere Sattelauflieger für den Güterschnellverkehr dazu. Damit wurde ein fahrplanmäßiger Stückgutverkehr auf der Strecke Hamburg–Itzehoe–Marne–Heide–Büsum und kurz darauf auch zwischen Hamburg und Neumünster eingerichtet. Auf Einspruch der Deutschen Reichsbahn wurde Reimers dieser Dienst jedoch untersagt, so dass nach einem halben Jahr diese Wagen wieder zum Verkauf angeboten wurden. Ebenfalls 1937 wurde eine Buslinie von Pinneberg über Waldenau nach Blankenese und Halstenbek eingerichtet, die zum 31. Juli 1939 wieder aufgegeben werden musste. 1938 wurde am Rellinger Stawedder ein Grundstück gekauft, das als Betriebshof genutzt wurde.
Im Mai 1938 bot der Kraftverkehrsbetrieb A Reimers folgende Busverbindungen an:
- 0 Husum – Koldenbüttel – Friedrichstadt, Markt
- 0 St. Peter-Ort – St. Peter-Bad – Garding – Tönning – Friedrichstadt, Markt
- 0 Friedrichstadt, Markt – Lunden – Wittenwurth – Heide, Markt – Heide, Bahnhofstr.
- 0 Büsum – (Wesselburen) – Wöhrden – Heide
- 0 Heide, Bahnhofstr. – Hemmingstedt – Meldorf – Marne, Markt
- 0 Marne, Markt – Brunsbüttel – Büttel – St. Margarethen – Brokdorf – Wewelsfleth – Krempe – Grevenkop* – Horst – Elmshorn Bf. (* Anschluss von/nach Itzehoe)
- 0 Elmshorn Bf. – Seeth – Oha – Kummerfeld – Pinneberg – Rellingen – Halstenbek – Brande – Schenefeld – Sülldorfer Landstr. – Krankenhaus Blankenese – Dockenhudener Park – Elbchaussee* – Othmarschen, Moltkestr. (heute: Bernadottestr.) – Altona Hbf. – Neuer Pferdemarkt – Hamburg Hbf., Kirchenallee (* sonntags wg. Sperrung üb. Nienstedten – Klein Flottbeker Str.)
- 0 Marne – Brunsbüttel – Brunsbüttelkoog – Eddelak – Burg (Dithmarschen) Bf.

Ob die dreimal täglich stattfindenden durchgehenden Verbindungen von Husum/Büsum über Marne nach Elmshorn/Hamburg und zurück (etwa 6½ Stunden dauernd) mit durchgehenden Wagen stattfand, ist ungewiss. Zwischen Marne und Hamburg gab es noch eine weitere Verbindung, morgens hin, spätabends zurück.
Im April 1938 hatte Reimers den Autobusbetrieb Friedrich Böttcher in Hamburg, der als Autobusverkehr Union auftrat, für 40.000 Reichsmark gekauft. Sohn Heinz führte dann diesen Betrieb. Nach Beginn des Zweiten Weltkrieges wurde er allerdings bald zum Kriegsdienst eingezogen. An der Westküste wurde der Linienverkehr stark eingeschränkt, viele Fahrzeuge mussten an die Wehrmacht abgegeben werden. Im April 1940 erkrankte August Reimers, so dass die beiden Busbetriebe von Vater August in Marne und Sohn Heinz in Hamburg zur Firma A. u. H. Reimers Autobus KG zusammengelegt wurden. Im Auftrag der Reichspost wurde eine Linie zwischen Neustadt in Holstein und Dahme an der Ostseeküste befahren. Am 16. September 1941 starb August Reimers im Alter von 54 Jahren. Am 31. Oktober 1941 wurden die restlichen Buslinien an der Westküste von der Reichspost mit Hilfe der Reichsbahn übernommen. Dagegen bekam Reimers die Miet-, Ausflugs- und Werkverkehre der Reichspost, die in dieser Zeit jedoch nicht sehr zahlreich waren. So wurden Überlegungen zur Verlegung des Betriebssitzes nach Rellingen angestellt. Sohn Heinz war an der Front, den weiteren Betrieb mussten Betriebsstellenleiter durchführen. Einer davon war Heinrich Lembke, der bereits seit Jahren für Reimers arbeitete. Zum 20. Oktober 1946, nach dem Krieg und Rückkehr von Heinz Reimers, wurde ein Zweigbetrieb in Nienhagen bei Celle eröffnet und mit Ford-Bussen auf fünf Linien betrieben. Lembke übernahm kurze Zeit später den Betrieb mit einem neuen Partner, der Omnibusbetrieb Lembke & Koschick bestand bis 2002. Die „Verwandtschaft“ der beiden Busbetriebe konnte lange an dem gleichen Farbton – Orangerot – der Außenlackierung der Busse erkannt werden, der bei Reimers/PVG bis 1972 verwendet wurde.
Gleich nach Kriegsende, ab dem 24. Mai 1945, wurde der Streckenabschnitt Appen (Fliegerhorst) – Pinneberg der Linie von Appen nach Hamburg-Eidelstedt von der Uetersener Eisenbahn (UeE) – dem Vorgängerunternehmen der KViP – als Verlängerung ihrer Linie von Uetersen bedient (UeE-Linie 3, ab 1991 ViP-Linie 63, später KViP-Linie 1663, jetzt 6663). Ab 30. Oktober 1945 wurden wieder zwei Buslinien von Marne aus befahren. Ab dem 1. April 1948 wurde wieder die Linie von Marne nach Elmshorn betrieben. Zwischen Pinneberg und Eidelstedt wurden 1948 rund 700.000 Fahrgäste befördert. 1949 wurde endlich der Hauptsitz von Marne nach Rellingen verlegt, wo ein Jahr später auch eine Vertragswerkstatt für Volkswagen und Magirus-Deutz in Betrieb genommen wurde. Bereits 1949 wurde eine Buslinie vom Pinneberger Ratskeller über Appen-Etz, Wedel, Holm, Heist, Heidrege und Moorrege nach Uetersen, teilweise auch über Hetlingen und Haseldorf eingerichtet. Zwischen dem Bahnhof Wedel und dem Wedeler Krankenhaus gab es nachmittags und am Wochenende zusätzliche Fahrten. Eine weitere Linie wurde 1950 vom Bahnhof Pinneberg über Waldenau nach Halstenbek eingerichtet. Hier bestand Anschluss an die Linie zwischen Pinneberg und Hamburg-Eidelstedt, in Waldenau an die HHA-Linie 81 nach Schenefeld und Hamburg-Bahrenfeld. Von 1951 bis zum 2. Juni 1956 wurde eine weitere Linie von Pinneberg über Rellingen nach Tangstedt betrieben. 1955 kam eine weitere kurze Linie vom Eidelstedter Platz über die Lohkampstraße bis zur Burbekstraße hinzu, die am 27. Oktober 1963 von der Deutschen Bundesbahn übernommen wurde und als S-Bahn-Vorlaufbetrieb als Bahnbus bis zur damals neuen S-Bahn-Endhaltestelle Langenfelde verlängert wurde.
Im westlichen Teil des Bedienungsgebietes betrieb Reimers Ende 1951 folgende Linien:
- 0 Heide Bf. – Hemmingstedt – Meldorf, Markt – Marne, Markt – Neufeld – Brunsbüttelkoog, Fähre (Linienlänge 43 km)
- 0 Friedrichskoog – Dieksanderkoog – Kaiser-Wilhelm-Koog – Marne, Markt (Linienlänge 15 km)
- 0 Marne, Markt – Kattrepel – Brunsbüttelkoog – St. Margarethen – Brokdorf – Wewelsfleth – Krempe – Elmshorn Bf. (Linienlänge 59,5 km; bei Ausfall der Störfähre entfiel die Bedienung von Brokdorf, Wewelsfleth und Krempe)
- 0 Brokdorf – Wewelsfleth – Beidenfleth – Wilster Bf. – Heiligenstedten – Itzehoe – Grevenkop – Horst – Elmshorn Bf. (Linienlänge 52,3 km)

Außerdem gab es 1953 im westlichen Hamburger Umland die Linien:
- 0 Pinneberg – Rellingen – Halstenbek – Hamburg, Eidelstedter Platz (stündlich; bis Anfang 1953 von 9 Uhr bis spät abends noch stündlich weiter über Bf. Holstenstr. und Feldstr. bis Hamburg ZOB)
- 0 Kummerfeld – Pinneberg Bf. – Eggerstedt – Waldenau (– Brande – Halstenbek hier nur Ein- bzw. Aussetzfahrt) (nur werktags, kein Spätverkehr)
- 0 Haseldorf – Hetlingen – Holm – Wedel Bf.
- 0 Wedel Bf. – Katharinenhof – Etz – Pinneberg, Rathaus/Bf. (nur Einzelfahrt werktags zur Kreisstadt, morgens hin, vormittags zurück)
- 0 Elmshorn Bf. – Langelohe – Kölln-Reisiek – Bullenkuhlen – Bevern – Ellerhoop – Oha – Kummerfeld – Pinneberg Bf. (nur Einzelfahrt werktags zur Kreisstadt, morgens hin, vormittags zurück)

Im Herbst 1954 gab es im Marschengebiet nördlich der Unterelbe zwei Reimers-Buslinien:
- 0 Marne – Neufeld – Brunsbüttelkoog – St. Margarethen – Krempe – Elmshorn Bf. (Linienlänge 59,5 km)
- 0 Brokdorf – Wewelsfleth – Beidenfleth – Wilster Bf. – Heiligenstedten – Itzehoe – Grevenkop – Horst – Elmshorn Bf. (3 Fahrten täglich)

Zwischen Wister und Itzehoe gab es eine Fahrgemeinschaft der hier verkehrenden Bussen der Verkehrsunternehmen Reimers und Pott mit gegenseitiger Fahrscheinanerkennung.
Ab dem 30. Oktober 1955 betrieb Reimers auch den Stadtverkehr in Wedel, Linienweg zunächst: Wedel Bf. – Bahnhofstraße – Rollberg – Mozartstraße – Goethestraße – Galgenberg. Zu den Hauptverkehrszeiten wurde ein 15-Minuten-Takt geboten, ansonsten wurde im 20-Minuten-Takt gefahren, bei 7 Minuten Fahrzeit reichte dafür ein Bus aus. Damals wurde u. a. ein Magirus-Deutz O 3500 eingesetzt. Zur Unterbringung der Busse entstand hierfür in der Wedeler Gärtnerstraße (später Mühlenstraße) eine weitere Betriebsstelle. Im Februar 1958 wurde die Stadtverkehrslinie Wedel zu einer Ringlinie, die gegen den Uhrzeigersinn gefahren wurde; vom Galgenberg ging es weiter über Vosshagen und Rissener Straße zurück zum Bahnhof. Die Fahrzeit betrug nun 15 Minuten. Wegen starker Nutzung wurden größere Busse mit Anhänger und zwei Schaffnern eingesetzt, z. B. einen dreitürigen Krauss-Maffei mit Anhänger. In der Betriebsstelle waren drei Busse und zwei Hänger stationiert. Ab 1960 wurden auf der Wedeler Linie Daimler-Benz O-317-Gelenkbusse mit Schaffner eingesetzt. Später wurde während der Hauptverkehrszeiten im 10-Minuten-Takt gefahren.
1962 erhielten die Reimers-Buslinien Liniennummern:
10 Elmshorn – Horst – Grevenkop – Krempe – Wewelsfleth – Brokdorf – St. Margarethen – Brunsbüttel – Marne (Linienlänge 59,5 km)
20 Pinneberg Bf. – Rellingen – Halstenbek – Hamburg-Eidelstedter Platz (ab 1972 HVV-Linie 382, dann 185, östlicher Teil ab Halstenbek heute Linie 184)
30 Pinneberg Bf. – Quellental – Waldenau (ab Oktober 1972 HVV-Linie 285, verlängerte HHA-Linie über Schenefeld nach Iserbrook)
40 Pinneberg Bf. – Kummerfeld (ab 1972 HVV-Linie 394, dann Linie 185)
50 Elmshorn – Horst – Grevenkop – Itzehoe – Wilster – Beidenfleth – Wewelsfleth – Brokdorf (Linienlänge 53,9 km; in den „Kursbüchern“ 1964–1969 des ZOB Hamburg als Linie 4 bezeichnet)
60 Stadtringlinie Wedel: S-Bf. → Schulau → Elbhochufer → Voßhagen → S-Bf. (ab 1972 als HVV-Linie 189 über Tinsdal bis S-Bf. Blankenese)
70 Wedel Bf./Rathaus – Wedel, Krankenhaus – Holm – Hetlingen – Haseldorf (– Scholenfleth) sowie
70 Wedel Bf./Rathaus – Appen-Etz – Pinneberg Bf. („Behördenverkehr“ mit einer Fahrt morgens von Wedel in die Kreisstadt und vormittags zurück)
80 Hamburg, Eidelstedter Platz – Lohkampstraße – Burbekstraße (ab 27. Oktober 1963 als DB-Bahnbus ab/bis S-Bf. Langenfelde über Eidelstedter Platz bis Krupunder als „S-Bahn-Vorlaufbetrieb“)
Später wurde wieder eine Linie 8 eingeführt:
80 Wedel S-Bf. – Moorwegsiedlung (ab 1972 als HVV-Linie 289)
Für die zwischen Pinneberg und Rellingen parallel verkehrenden Linienbusse der (seit 1966 bereits zum Hamburger Verkehrsverbund gehörenden) VHH bestand ein Bedienungsverbot zwischen Haltestellen auf diesem Streckenabschnitt.

#### Wandlung zur Pinneberger Verkehrsgesellschaft als Tochterunternehmen von Hamburger Hochbahn (HHA) und VHH
Zum 1. Juli 1971 übernahmen die Hamburger Hochbahn AG (HHA) und die Verkehrsbetriebe Hamburg-Holstein (VHH) 70 % der Anteile des Kommanditkapitals des Reimers Busbetriebs, der inzwischen bereits als Pinneberger Verkehrs-Gesellschaft (PVG) auftrat. Der Firmenname lautete ab 1972 Pinneberger Verkehrsgesellschaft mbH A. und H. Reimers Autobus KG (PVG). Die Übernahme des Unternehmens (ohne das Autohaus) in den HHA-Konzern dauerte bis 1978, ab 1. Januar 1979 kam ein Ergebnisabführungsvertrag mit der HHA zum Tragen.
Am 1. Oktober 1972 wurden die PVG-Buslinien (außer Linien 5 und 7, die weiter außerhalb des HVV betrieben wurden) in den Hamburger Verkehrsverbund integriert. Teilweise wurden die Linien mit HHA-Linien verbunden. Die Verkehrsleistungen stiegen stark an, da die PVG im Hamburger Westen Fahrten von der HHA übernahm, später nach und nach auch die Auftragsfahrten dort, die bisher von anderen privaten Unternehmern wie Balzer (Juli 1964 bis Mai 1972), Bär-Bus (November 1965 bis Mai 1972), Edith Roßbalson (November 1965 bis Februar 1974, zwei Busse übernahm die PVG), Herbert Biehl (April 1965 bis März 1974, von der PVG übernommen), Bruno Rohweder (November 1969 bis März 1976, zwei Busse übernahm die SVP) und Jürgen (bzw. Helga) Pelka (Januar 1966 bis März 1976) – danach SVP – Schnelsener Verkehrsbetriebe Pelka GmbH (April 1976 bis Oktober 1982) durchgeführt wurden. Die Zahl der PVG-Mitarbeiter stieg von 1971 bis 1974 von 32 auf 129, Ende 1982 waren es bereits 283. 1971 wurden 3,6 Mio. Fahrgäste mit 14 Bussen befördert (737.000 km), 1982 waren es 17,4 Mio. Fahrgäste mit 89 Linienbussen (5,737 Mio. km).
Im Jahr 1975 stieg die PVG in den Reisemarkt ein, neben einigen Reisebussen und einem eigenen Reisebüro in Wedel übernahm sie nach und nach einige Reisebüros im Kreis Pinneberg und in Hamburg: Schenefeld (Übernahme 1977), Hamburg-Rissen (Übernahme 1979), Pinneberg und Halstenbek (Übernahme bzw. Eröffnung 1982), Elmshorn (Übernahme 1983), Rellingen und Krupunder (Eröffnung 1984), Hamburg-Sülldorf (Übernahme 1985, Verlegung nach Blankenese 1986), Wedel (Eröffnung bei EuroSpar 1986) und Übernahme eines Reisebüros im Flughafen Hamburg (1986). 1987 gab es elf Reisebüros, die neben ausgearbeiteten Reisen mit eigenen Bussen und weiteren Reiseangeboten (mit Bus, Bahn, Flugzeug und Schiff) auch die Planung und Organisation von individuellen Club-, Gruppen- und Studienreisen anbot.
Ebenfalls 1975 eröffnete die PVG in einem neuen Gewerbegebiet in Schenefeld einen neuen Betriebshof, der den zu klein gewordenen alten Hof von 1949 in Rellingen (Stawedder), wo sich nach wie vor das Autohaus befand, und später auch die Betriebsstelle in Wedel ersetzte. Der Betriebshof in Schenefeld, der 1992 für 15,2 Mio. DM modernisiert und erweitert wurde, um anstatt 88 nun 134 Busse unterzubringen, war gleichzeitig Standort der PVG-Hauptwerkstatt und Sitz der Verwaltung. Nach der Übernahme der Firma Pott zum 1. November 1973 in Wilster gab es eine neue Betriebsstelle, hier waren neun Busse stationiert. Zur Übernahme gehörten auch zwei Linien, so gab es neben einer Ringlinie um Wilster auch wieder eine Linie 8:
080 Itzehoe – Wilster – Brunsbüttel
Am 31. Dezember 1978 (nach Quellen der HHA im Mai 1977, wahrscheinlich Zeitpunkt der Übernahme der Betriebsführerschaft) übernahm die PVG die bisher von der VHH gefahrenen Linien von Itzehoe und Nortorf nach Kiel, die zum 1. Juni 1985 an die Autokraft abgegeben wurden:
810 Kiel Hbf – Westensee – Nortorf – Hennstedt – Hohenlockstedt – Itzehoe Bf
820 Kiel Hbf – Bordesholm – Nortorf
830 Kiel – Dätgen – Nortorf
0•0 Itzehoe – Wewelsfleth Werft (nur Berufsverkehr)
Anfang 1978 hatte die PVG 206 Beschäftigte und 85 Busse. Zwölf Reisebusse (sieben Mercedes-Benz O 302, vier O 303 und ein Setra) fuhren im Reise- und Gelegenheitsverkehr, der auch in den zwei Reisebüros in Wedel und Schenefeld vermittelt wurden.
1979/1980 gab es die – ebenfalls außerhalb des HVV betriebene – Linie 4 Wedel Bf. – Appen-Etz – Pinneberg Bf. mit nur einem werktäglichen Fahrtenpaar. Verschiedene Umwelt- und Verkehrsverbände (VCD, Pro Bahn) führten am 18. September 1993 einen Aktionstag zur Verbesserung des ÖPNV im Kreis Pinneberg durch. Dazu fanden kostenlose Pendelfahrten auf dem zu dieser Zeit nur für Betriebsfahrten vorgehaltenen Streckenabschnitt Barmstedt–Henstedt-Ulzburg der EBOE durch die AKN statt, außerdem gab es an diesem Tag die ViP-Sonderbuslinie 74 mit stündlichen Fahrten auf der vorher nicht angebotenen Verbindung Wedel Bf. – Holm – Appen-Etz – Pinneberg Bf. – Prisdorf – Tornesch Bf. – Ellerhoop – Bevern – Barmstedt Bf. Am 2. Juni 1996 lebte ein Teil dieser Verbindung als ViP-Linie 74 wieder auf, zunächst nur mit Einzelfahrten von Wedel Bf. über Holm bis Pinneberg Bf., in den 2000er Jahren wurde sie mit dem westlichen Teil der Linie 194 als Linie 594 bis Quickborn und weiter zum Bahnhof Norderstedt Mitte verlängert, zunächst mit Gemeinschaftskonzession der drei Verkehrsunternehmen KViP, VHH und PVG.
Daneben betrieb die PVG bis September 1984 von der Betriebsstelle Wilster aus auch die Buslinien:
50 (Elmshorn – Dägeling – Itzehoe – Beidenfleth –) / Wilster – Brokdorf
60 Stadtverkehr Wilster
80 Itzehoe – Wilster – Brunsbüttel
• 0 Wilster – Ecklak
Diese wurden dann im Austausch mit den Linien zwischen Elmshorn und Wedel (1563) sowie Seestermühe (1560) von der Autokraft übernommen. Die PVG fuhr danach noch im Auftrag der Autokraft auf Buslinien im Kreis Steinburg. Im Herbst 1985 zogen die bisher in Wilster stationierten zehn Busse in den neuen Betriebshof für 36 Busse nach Elmshorn an der B 5. Hier wurden auch sechs Busse der Autokraft untergebracht.
1985 hatte die PVG 377 Beschäftigte bei den beiden Betriebshöfen in Schenefeld und Elmshorn mit 115 Linien- und Reisebussen sowie elf Reisebüros. Es wurden 4,683 Mio. Fahrgäste im Linienverkehr und rund 81.000 im Reiseverkehr befördert, die Beförderungsleistung lag bei 6.019 Mio. km im Linienverkehr und 1,122 Mio. km im Reiseverkehr.
Im August 1987 mussten die Mitarbeiter der PVG der Presse entnehmen, dass die PVG verkauft werden solle. Dies war das Ergebnis aus Koalitionsverhandlungen der Hamburger SPD und FDP. Zusammen mit anderen Tochterunternehmen der HHA, die sich in Hamburger Staatsbesitz befindet, wie den Fahrzeugwerkstätten Falkenried (FFG) oder der Travers Omnibusgesellschaft (TOG), sollte die PVG privatisiert werden. Der Verkauf der PVG konnte gestoppt werden, lediglich die Reisesparte mit mittlerweile elf Reisebüros in Elmshorn, Pinneberg, Rellingen, Halstenbek, Schenefeld und Wedel sowie in Hamburg-Blankenese, -Rissen, -Osdorf und am Flughafen wurde 1988 an Globetrotter abgegeben. Mitte 1989 wurden von 350 Beschäftigten mit 116 Bussen auf 6,75 Mio. Wagenkilometern 22,3 Mio. Fahrgäste befördert.
1989/1990 betrieb die PVG neben den Linien innerhalb des HVV (in Hamburg, Pinneberg und Wedel) folgende drei Linien:
50 Elmshorn – Groß Nordende – Uetersen – Heidrege – Holm – Wedel Bf. (– Schulau, Fähre) (später ViP-Linie 75, dann HVV-Linie 489)
60 Elmshorn – Kurzenmoor – Seester – Seestermühe (später ViP-Linie 76, dann HVV-Linie 6506)
70 Wedel Bf. – Holm – Hetlingen – Haseldorf (später ViP-Linie 77, dann HVV-Linie 589)
Diese Linien waren nach wie vor mit einem eigenen Tarif zu benutzen. Neben Einzelfahrkarten wurden 6er-Karten (ab 8 Uhr gültig), 10er-Karten sowie Wochen- und Monatskarten für zehn Preisstufen angeboten, nach Einführung der Fahrradmitnahme in den Bussen 1990 gab es auch Fahrradkarten für 2 DM ohne Entfernungsbegrenzung.
Nach den Ereignissen am 9. November 1989 (Öffnung der innerdeutschen Grenze / Berliner Mauer) hatten die West-Berliner Verkehrsbetriebe (BVG) ein stark erhöhtes Beförderungsaufkommen zu bewältigen. Dazu erging – wie nach dem Mauerbau im August 1961 – eine Anfrage nach Ausleihung von „Solidaritätsbussen“ an Verkehrsbetriebe im Bundesgebiet. Auch die PVG schickte im November 1989 acht Mercedes-Benz O 405 Standardlinienbusse (Wagen 0416–0419 und 0430–0433) mit Fahrern nach West-Berlin. Diese Wagen wurden auf den BVG-Linien 62, 23 und der Flughafenlinie 8 eingesetzt. Nach rund einem Vierteljahr wurden vier Fahrzeuge wieder nach Schenefeld zurückgeholt, die restlichen vier Wagen wurden noch bis September 1990 auf der Linie 23 eingesetzt.

#### 1990er Jahre

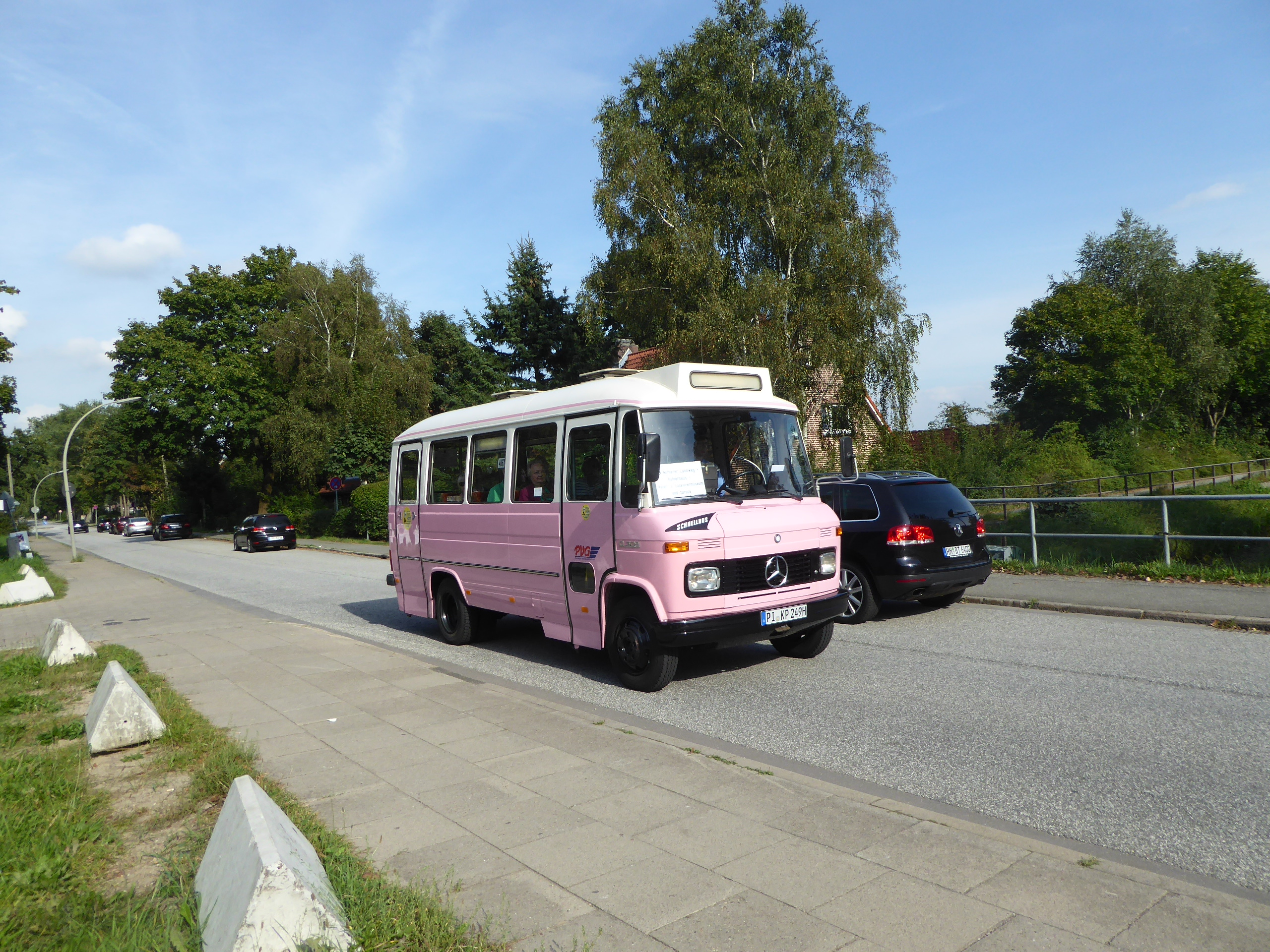
Von der HHA für den Betrieb der Quartier-Schnellbus-Linie 48 übernommerner MB O 309 D (2016 beim Einsatz als Museumsbus)

Zum Winterfahrplan 1989/1990 übernahm die PVG die Betriebsführung zahlreicher Buslinien im westlichen Hamburg von der HHA, die sie auch schon vorher im Auftrag befuhren. Dazu gehörte auch die Blankeneser Ringlinie 48 samt dazugehörenden fünf Kleinbussen (Mercedes-Benz O 309 D mit zweitürigem Aufbau von Jessen), da in den engen und kurvenreichen Straßen keine normalen Standardbusse eingesetzt werden können. Einer dieser im Volksmund „Bergziege“ genannten Kleinbusse wird als Museumsbus unterhalten und wird jährlich an einem Sonntag im Herbst am verkehrshistorischen Tag zusammen mit anderen historischen Verkehrsmitteln fahrplanmäßig eingesetzt. Alsbald setzte die PVG auf der Linie 48 neue Kleinbusse (Ernst Auwärter Teamstar City auf Basis von Mercedes-Benz) ein, ab 1993 auch in niederflurigen Varianten. Die ersten Niederflurbusse auf den normalen Stadtlinien waren elf Mercedes-Benz O 405 N, die ab 1991 eingesetzt wurden.
Im Herbst 1991 wurde die Verkehrsgemeinschaft im Kreis Pinneberg (ViP) gegründet, an der die PVG maßgeblich beteiligt war. Aufgabe war, die nicht im HVV verkehrenden Linienbusangebote der verschiedenen Verkehrsunternehmen im Kreis weiterzuentwickeln und als ein einheitliches Angebot mit einem gemeinsamen Tarifsystem anzubieten. Für Zeitkarten wurde ein Übergangstarif mit dem HVV ausgehandelt. Auf wenig frequentierten Strecken wurden Fahrtmöglichkeiten nach Bedarf eingeführt. So wurden z. B. Fahrten, die insbesondere für den Schülerverkehr durchgeführt wurden, nach telefonischer Bestellung auch an Ferientagen geleistet. Ende 1993 wurde die Kreisverkehrsgesellschaft in Pinneberg mbH (KViP) gegründet, die ab dem 1. Januar 1994 den Busbetrieb der Uetersener Eisenbahn übernahm. Auch hier war die PVG, mit zunächst 24 %, beteiligt. Die KViP war danach an allen neu vergebenen Linienkonzessionen im Kreis beteiligt. 1995 wurde die Mobilitätszentrale Nord GmbH gegründet.
Ab dem 27. September 1992 setzte die PVG auf den Linien 289 und 489 im nordwestlichen Wedeler Stadtgebiet während der Abendstunden ab 20 Uhr Kleinbusse ein, die – gegen Zahlung eines Zuschlags von 1,20 DM – die Fahrgäste auf Wunsch auf der Fahrt vom Bahnhof zum Stadtrand bis vor die Haustür fuhr. Die PVG führte ab 1993 auch weitere verschiedene Neuerungen im Linienverkehr ein, z. B. das Aussteigen zwischen den Haltestellen, die Fahrradmitnahme im Bus und ab 1996 den Zeitungsverkauf beim Fahrer (zunächst die Tageszeitungen Hamburger Morgenpost und Bild-Zeitung, ab 27. April 1998 für eine gewisse Zeit daneben auch die Zeitschriften Stern, Der Spiegel und Sport Bild), der erst 2016 nach über 20 Jahren eingestellt wurde. Im Hamburger Raum setzten sie die ersten Stadtbusse mit Klimaanlage ein. Der Betrieb der PVG wurde für die damalige Zeit äußerst flexibel organisiert. So wurden z. B. auch die Mitarbeiter der Verwaltung für den Fahrgastverkehr ausgebildet, so dass sehr schnell zusätzliche Fahrten (z. B. Schienenersatzverkehre) geleistet werden konnten. 1995 erhielt die PVG als erstes öffentliches Verkehrsunternehmen das Zertifikat für die ISO-Norm 9001 (Qualitätsmanagementsysteme).
Im Dezember 1995 hatte die PVG 526 Beschäftigte (442 für den Fahrbetrieb, 44 im Bereich Technik/Werkstatt, 34 in der Verwaltung und 6 Auszubildende) sowie 183 Busse (davon 7 Kleinbusse). Sie betrieb 33 Linien mit etwa 446 km Linienlänge (21 mit 244,6 km im Auftrag der HHA, 7 mit 81,1 km innerhalb des HVV und 3 Schulbuslinien sowie 5 mit 120 km innerhalb der ViP) mit 423 Haltestellen im HVV und 112 in der ViP, die Leistung lag bei etwa 11,6 Mio. Wagenkilometer im Jahr, etwa 46,8 Mio. Fahrgäste wurden befördert.
1996 entschied der Hamburgische Senat, die PVG aus dem Konzern der Hamburger Hochbahn AG (HHA) herauszulösen. So erhielt die PVG die Linienkonzessionen von mehreren bisher auf die HHA konzessionierten Linien, auf denen sie bereits vorher die Betriebsführerschaft hatte (außer der Linie 181, deren Betrieb wieder die HHA übernahm). Dazu gehörten auch die Kleinbuslinien im Blankeneser Treppenviertel, die mit Schnellbustarif betrieben wurden. Danach bekam die PVG von der HHA den Auftrag, zwei Kurse auf der Schnellbuslinie 37 (Schenefelder Platz – Osdorf – Bahrenfeld – Bf. Altona – St. Pauli – Rathausmarkt – Hauptbahnhof – Barmbek Süd – Bramfeld) zu bedienen. Für den Winterdienst stellte die PVG für die Hamburger Stadtreinigung Fahrzeuge und Mitarbeiter für den Räum- und Streudienst an den Bushaltestellen im Hamburger Westen zur Verfügung. Zum 1. Januar 1998 wurde das PVG-Logo geändert/modernisiert, so dass es wie ein stilisierter, von links nach rechts fahrender Bus mit einer blauen Front und blauem Dach sowie den roten Buchstaben PVG auf der hinteren Seitenfläche aussah. So waren zu dieser Zeit auch die neuen Stadtbusse lackiert: weiß mit blauer Front und blauen Dachflanken mit (bei Fahrzeugen ohne Fremdwerbung) großem roten Schriftzug PVG auf den hinteren Seitenflächen.
Für den Fahrdienst bei der PVG wurde 1997 ein eigener Unternehmensteil Gesellschaft für Leistungen zur Omnimobilität mit Bus und Schiene mbH („GLOBUS 24“) gegründet, bei der die neu eingestellten Fahrer beschäftigt wurden. Ab 1999 wurde die Behindertenbeförderung mit hierfür angeschafften Kleinbussen unter dem Namen „Falter“ durchgeführt. Außerdem kam ab Oktober 1999 ein vom Bundesministerium für Verkehr, Bau- und Wohnungswesen gefördertes Forschungsprojekt als Anruf-Sammel-Taxi-System für ältere und mobilitätseingeschränkte Menschen unter dem Namen „FlaMenco“ zur Ausführung. Für dieses in den westlichen Hamburger Stadtteilen Lurup, Osdorf, Bahrenfeld, Groß Flottbek und Othmarschen angebotene Rufbus-System mit Haustür-Service wurden rollstuhlgerechte Kleinbusse wie z. B. Steyr City-Busse eingesetzt. Eine bestellte Fahrt damit kostete 7 DM, mit gültiger HVV-Zeitkarte nur 5 DM.
Im April 2001 gab es einen Versuch mit Fahrscheinautomaten im Bus, wo verschiedene Fahrausweissorten mit GeldKarte bezahlt werden. Auch an der Kasse beim Fahrer konnte mit der GeldKarte bezahlt werden. Anlässlich des 700-jährigen Geburtstages von Blankenese wurde von der PVG eine Wegebahn gekauft, die vom 6. April bis zum 31. Oktober 2001 mit Unterstützung von sieben Blankeneser Kaufleuten als „Ziegenbahn“ vom S-Bf. Blankenese auf einer Ringtour mit drei weiteren Haltestellen über Mühlenberger Weg, Strandweg, Waseberg und Süllberg zurück zum Bahnhof eingesetzt werden sollte.
Im östlichen Freihafen (Kleiner Grasbrook) wurde die Struktur durch Zuschüttung von Hafenbecken und Ansiedlung neuer Betriebe so verändert, dass der ÖPNV nicht mehr sinnvoll mit Fähren durchgeführt werden kann. Stattdessen wurde hier am 30. September 2001 die Buslinie 256 von der PVG mit Anschluss an die S-Bahn-Station Veddel in Betrieb genommen. Hier reichte zunächst ein Mercedes-Benz Sprinter aus, der nach einem Umbau bei der FFG mit Erdgas betrieben wurde. Als die Fahrgastnachfrage größer wurde und der eine Kleinbus nicht mehr ausreichte, erprobte die PVG den Anhänger-Betrieb. Ab dem 27. August 2003 wurde hier (mit einer Ausnahmegenehmigung) ein kleiner Hess-Anhänger hinter dem Sprinter-Kleinbus eingesetzt. So konnten auch die Verkehrsspitzen zu den Schichtwechselzeiten durch Anhängen des Anhängers ohne Einsatz weiteren Personals weiter mit dem Kleinbus (ohne Wagenwechsel) bedient werden. Seit 2005 wird hier ein normaler Stadtbus eingesetzt.
Als Zubringer zur im Sommerhalbjahr angebotenen Finnjet-Fährverbindung der Silja Line von Rostock über Tallinn nach Helsinki betrieb die PVG bis zur Aufgabe der Fährverbindung 2005 eine Zubringerlinie vom Hamburger ZOB über die Autobahnen A 1, A 20 und A 19 zum Rostocker Überseehafen.

#### Eingesetzte Fahrzeuge
In den 1960er Jahren wurden bei Reimers (PVG) Stadtbusse eingesetzt, die eine dunkel-orange-farbene Lackierung hatten, darunter Büssing Senator und Präfekt 13 Standard mit Voith Diwabus-Getriebe, die bis Anfang der 1970er Jahre insbesondere auf den Pinneberger Linien eingesetzt wurden. 14 Busse wurden 1971 vom alten Reimers-Betrieb übernommen. Nach 1972 wurden (fast ausnahmslos), wie bei der Hamburger Hochbahn und der VHH, Standard-Linienbusse von Daimler-Benz (Mercedes-Benz O 305, meist mit 2+1-Bestuhlung (nur 37 Sitzplätze), ab 1985 O 405 und ab 1992 O 405 N, ab 1994 auch dreitürig und ab 1996 mit Klimaanlage) beschafft, die die damals übliche Lackierung bei Hamburger Linienbussen in Weiß (bzw. Hellcreme) mit einem breiten roten Band unterhalb der Fenster um das gesamte Fahrzeug und einer schwarzen Stoßstange aufwiesen. 1982 beschaffte sie zum letzten Mal Stadtbusse mit Schaltgetriebe. Die PVG beschaffte mehrere Mercedes-Benz O 307, 1992 auch einen O 408 und 1996 einen O 405 NÜ, die hauptsächlich auf den Überlandlinien eingesetzt wurden. Besonders waren ein 1992 von der Sylter Verkehrsgesellschaft Ruy Prahl übernommener Reisebus Mercedes-Benz O 302 von 1972, der später an Daimler-Benz als Museumsbus weitergegeben wurde, außerdem ein 1997 von der VHH übernommener Reisebus Mercedes-Benz O 303 von 1987, ein 1998 beschaffter 15-Meter-Hochflurbus Bova FLD 15 Magnum 370 und ein 1999 beschaffter 15-m-Niederflurbus Setra S 319 NF.

Für die, zunächst im Auftrag der HHA, von der PVG betriebene Quartier-Schnellbuslinie(n) 48 (und 49) im engen Blankeneser Treppenviertel übernahm sie 1990 die vorher dort von der HHA eingesetzten rosa/weißen Kleinbusse vom Typ Mercedes-Benz O 309 D. Hier wurden ab Dezember 1990 verschiedene Ausführungen von Ernst-Auwärter-Teamstar-Kleinbussen – ab 1993 mit hinterem Niederflureinstieg – eingesetzt, nun in der Farbe Weiß mit roten Streifen. Ab 1996, nach Trennung von der HHA, benutzte die PVG eine andere Lackierung für neue Busse, hier in den neuen Unternehmensfarben Weiß und Blau mit den drei Buchstaben „PVG“ in großen roten Lettern auf den Seiten des hinteren Teiles (von der Unterkante der Karosserie bis über die Fenster), um sich von der HHA auch optisch abzusetzen. Eine kleine Serie von zwölf dreitürigen Volvo/Steyr-Niederflurbussen von 1998/1999 wurde bereits 2001 an die Berliner Verkehrsbetriebe (BVG) abgegeben, die ähnliche Fahrzeuge im Bestand hatten.

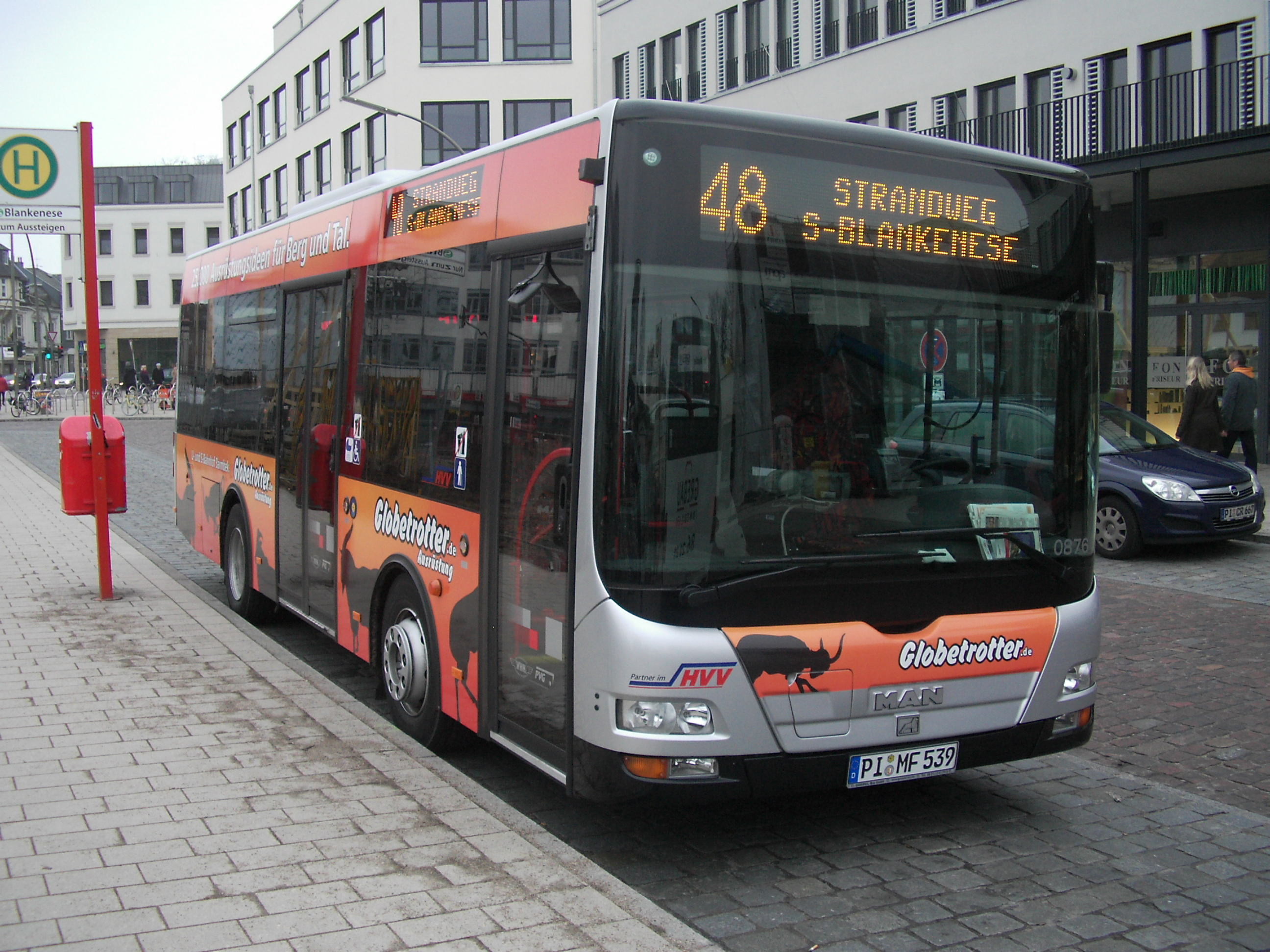
MAN/Göppel-Midibus Wagen 0876 mit Rückblickkamera anstatt Spiegel auf der rechten Seite wegen der engen Straßen in Blankenese (2009)

Nach Einführung der VHH-PVG-Unternehmensgruppe wurde bei neuen Fahrzeugen ab 2006 eine neue Lackierung in Silbergrau (wie auch bei der VHH) eingeführt, bei den Fahrzeugen ohne Werbung wieder mit den roten Lettern „PVG“ auf den hinteren Seitenflächen. Zum 1. April 2008 bekamen die PVG-Busse Wagennummern nach dem VHH-System. Eingesetzt wurden zuletzt hauptsächlich Mercedes-Benz Citaro in den Ausführungen als 12-m-Bus (2- und 3-türig), 15-m-Bus (3-türig) und als Gelenkbus (4-türig), außerdem zwei MAN-Buszüge mit Anhänger von Göppel für den Einsatz auf Linien mit Schülerverkehr im Raum Barmstedt (im Auftragsverkehr für die KViP). In Ahrensburg, in Lauenburg und auf den beiden Linien im Blankeneser Treppenviertel werden kleine MAN-Lion’s-City-Midibusse eingesetzt. Auf letzteren wurden hier auch Elektrobusse verschiedener Hersteller getestet, die starke Steigung am Weseberg stellt allerdings erhöhte Anforderungen an den Antrieb. Die Kleinbusse wurden auch auf der Linie 288 in Altona eingesetzt.

### VHH PVG-Unternehmensgruppe (2000–2012)

Logo der VHH PVG-Unternehmensgruppe

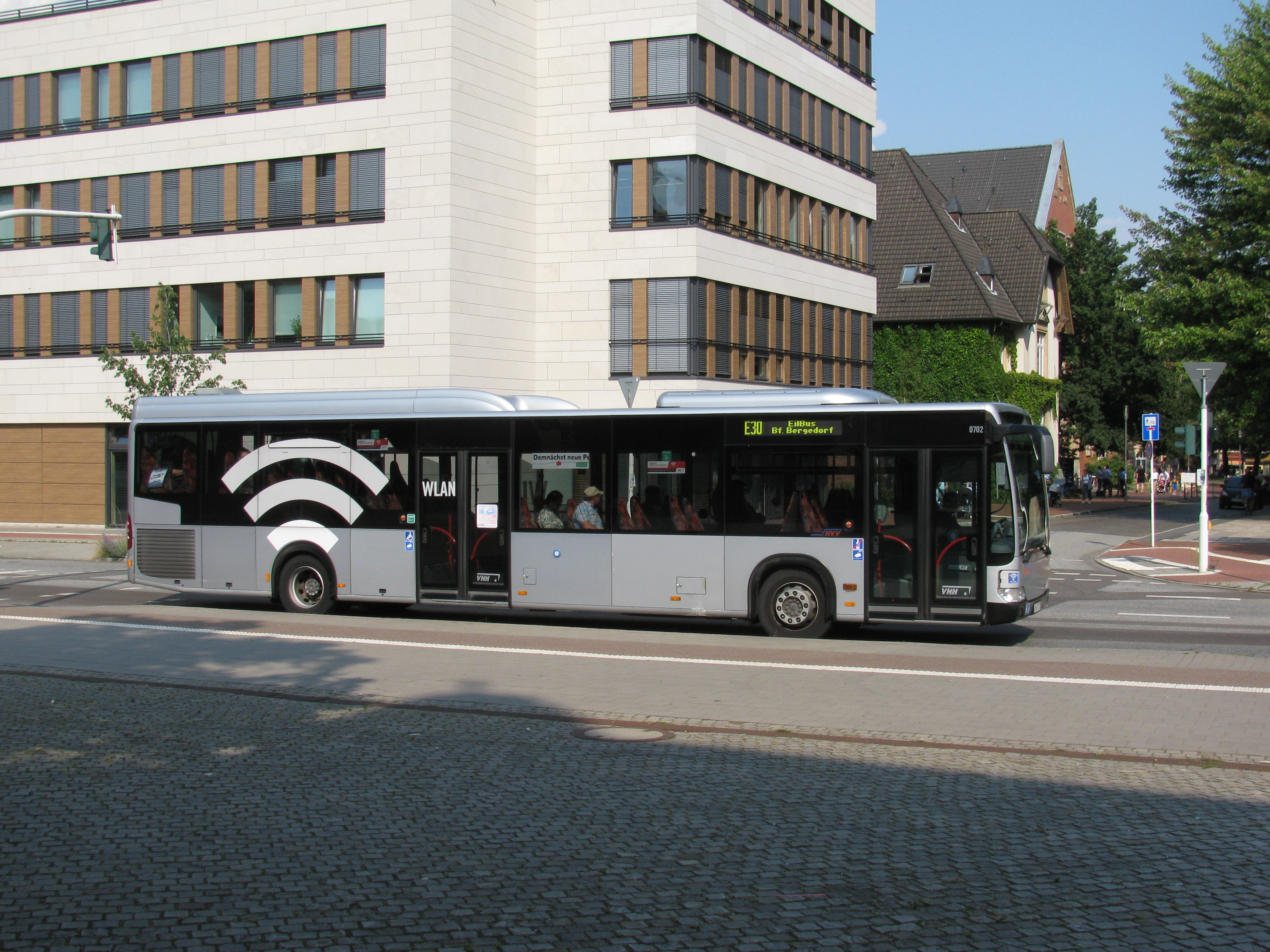
Mercedes-Benz Citaro LE in langer Ausführung mit hochfester Bestuhlung und WLAN auf der Eilbuslinie E30 in Bergedorf, Wagen 0702

Im Jahr 2000 schlossen sich die VHH und die PVG zu einem Gleichordnungskonzern mit einer gemeinsamen Geschäftsführung der beiden Verkehrsunternehmen zusammen. Diese hatte ihr Büro am Georgsplatz 1 in der Hamburger City.
2003 beteiligte sich die VHH zusammen mit der BeNEX an den Verkehrsbetrieben in Kiel (Kieler Verkehrsgesellschaft mbH KVG) und Lübeck (Stadtverkehr Lübeck GmbH SL).

Am 1. Januar 2004 wurde aus der Ratzeburg-Möllner Verkehrsgesellschaft (RMVG) mit Beteiligung der Stadtwerke Ratzeburg und Mölln sowie der VHH (mit zunächst 24 %) die Ratzeburg-Möllner Verkehrsbetriebe GmbH (RMVB) neu gegründet. Zum 1. Januar 2006 erhöhte die VHH die Beteiligung auf 75 %. Die RMVB hatte damals 44 Beschäftigte und betrieb mit 29 Fahrzeugen 16 Regionalbuslinien im Kreis Herzogtum Lauenburg – insbesondere im Schülerverkehr – sowie jeweils 4 Stadtbuslinien in Ratzeburg und Mölln.
2005 gewann die PVG die Ausschreibung des Stadtverkehrs Elmshorn, den vorher jahrelang der dort ansässige Busverkehrsbetrieb Meißner u. a. mit gegenläufigen Ringlinien durchführte. Die PVG ordnete den Verkehr durch Einrichtung klar bezeichneter Linien neu und hatte damit Erfolg. Bei der für 2009 planmäßig erfolgten weiteren Ausschreibung unterlag die PVG einem anderen Bieter.
Zum 1. Januar 2006 wurde die Beteiligung der VHH an der PVG von 5,6 % auf 94,9 % erhöht, die restlichen 5,1 % hielt die KViP (Kreisverkehrsgesellschaft in Pinneberg mbH). Damit traten die VHH als größter Anteilseigner an die Stelle der HGV Hamburger Gesellschaft für Vermögens- und Beteiligungsmanagement mbH. Die HGV ist Holding-Gesellschaft vieler öffentlicher Unternehmen der Freien und Hansestadt Hamburg. Die neu gelieferten Fahrzeuge erschienen ab nun in einem neuen, gemeinsamen Design mit einer silbergrauen Außenlackierung mit großen Buchstaben (VHH bzw. PVG) auf den hinteren Längsseiten der Busse. Im selben Jahr wurden Ausschreibungen für Busleistungen in Südstormarn und Lauenburg gewonnen. Die höhere Qualität wie Busse mit Klimaanlage und RBL wie im Kreis Pinneberg war hier aus Kostengründen nicht gefordert.
Anfang der 2000er Jahre gab es bis etwa 2006 zur Anbindung von Discotheken im Hamburger Umland einige besondere Disco-Linien nach § 43 PBefG mit eigenem Tarif:
6910 Barsbüttel, Rathaus – Glinde – Neuschönningstedt – Stapelfeld – Brunsbek-Kronshorst – Trittau, „New Elephant“ (jeden zweiten und vierten Freitag-Abend hin, 0:05 und 2:00 Uhr zurück)
6920 Bf. Ahrensburg – Meilsdorf – Siek – Schmalenbeck – Großhansdorf – Hoisdorf – Lütjensee – Trittau, „New Elephant“ (jeden ersten und dritten Freitag-Abend hin, 0:05 und 2:00 Uhr zurück)
6940 U-Bf. Ochsenzoll → Norderstedt, Ulzburger Str. → Friedrichsgabe → Quickborn, Event Center (Club) → Friedrichsgabe → Bf. Norderstedt Mitte → Friedrichsgaber Weg → U-Bf. Garstedt
6950 Bf. Bergedorf – Wentorf, „Viva“ (– Reinbek) (Nächte fr/sa und sa/so)
6960 Bf. Rahlstedt – Stapelfeld (Anschluss zur/von Linie 691)
6990 Niendorf Markt – „Madhouse“
Die Linien 691 bis 696 wurden von der VHH betrieben, Linie 699 von der PVG.
Anfang 2001 führte die PVG Leistungen für die VHH auf Linien der VHH aus, umgekehrt führte die VHH Leistungen für die PVG auf den Linien 111, 115, 185, 188 und der Nachtlinie 603 durch, außerdem für die HHA auf den Linien 260, 161, 163, 263, 264, 168, 175, 275, 176, 276, 376 sowie den Nachtlinien 608 und 618. Im Jahr 2004 hatte die VHH Auftragsleistungen auf besonders vielen Linien der HHA im Osten und Norden Hamburgs; so fuhren VHH-Busse auf den HHA-Linien 8, 9, 10, 23, 24, 26, 116, 160, 260, 161, E62, 162, 262, 263, 168, 368, 171, 271, 275, 376, 192, 292, 608 und 618.
Auf der als Ersatz für die eingestellte Fährlinie der HADAG im nordöstlichen Bereich des Hamburger Hafens betriebenen Buslinie 256 setzte die PVG bis März 2009 einen Sprinter-Kleinbus ein. Während der Hauptverkehrszeiten zog er zur Vergrößerung des Platzangebots einen kleinen Busanhänger, der außerhalb dieser Zeiten abgestellt wurde. Dies war seit 1962, nach dem Verbot von Personenanhängern, der erste Einsatz in der Bundesrepublik Deutschland, zunächst mit Ausnahmegenehmigung. Inzwischen verkehrt dort wieder ein normaler Bus.
2007 wurden mit 548 Bussen auf 163 Linien 34,716 Mio. Kilometer geleistet und dabei 101.547.282 Fahrgäste befördert. Die VHH PVG-Unternehmungsgruppe beschäftigte damals 1556 Mitarbeiter (mit abg, ORD, HHB und Globus 24), davon 1236 im Fahrbetrieb, 138 in der Technik und 103 in der Verwaltung, außerdem gab es 79 Auszubildende. Der Sitz der Unternehmensgruppe befand sich damals in einem Büro am Georgsplatz 1 in der Nähe des Hamburger Hauptbahnhofs.
2010 wurden einige VHH-Busse mit einem rot lackiertem Bücherregal über dem vorderen linken Radkasten ausgestattet, in denen gebrauchte Bücher in Kooperation mit dem Hamburger Gebrauchtwaren-Kaufhaus Stilbruch, einem Tochterunternehmen der Stadtreinigung Hamburg, den Fahrgästen zur Verfügung gestellt werden. Nach ursprünglich 100 so ausgerüsteten Bussen wurden 2014 in weiteren 30 Bussen Bücherregale eingebaut, so dass dann 130 Busse damit ausgestattet waren.
Mitte der 2010er Jahre begann die Ausrüstung der Busse mit kostenlosem WLAN für die Fahrgäste zunächst auf der Schnellbuslinie 31 (heute: X80) und der VHH-„Premium“-Buslinie 3.

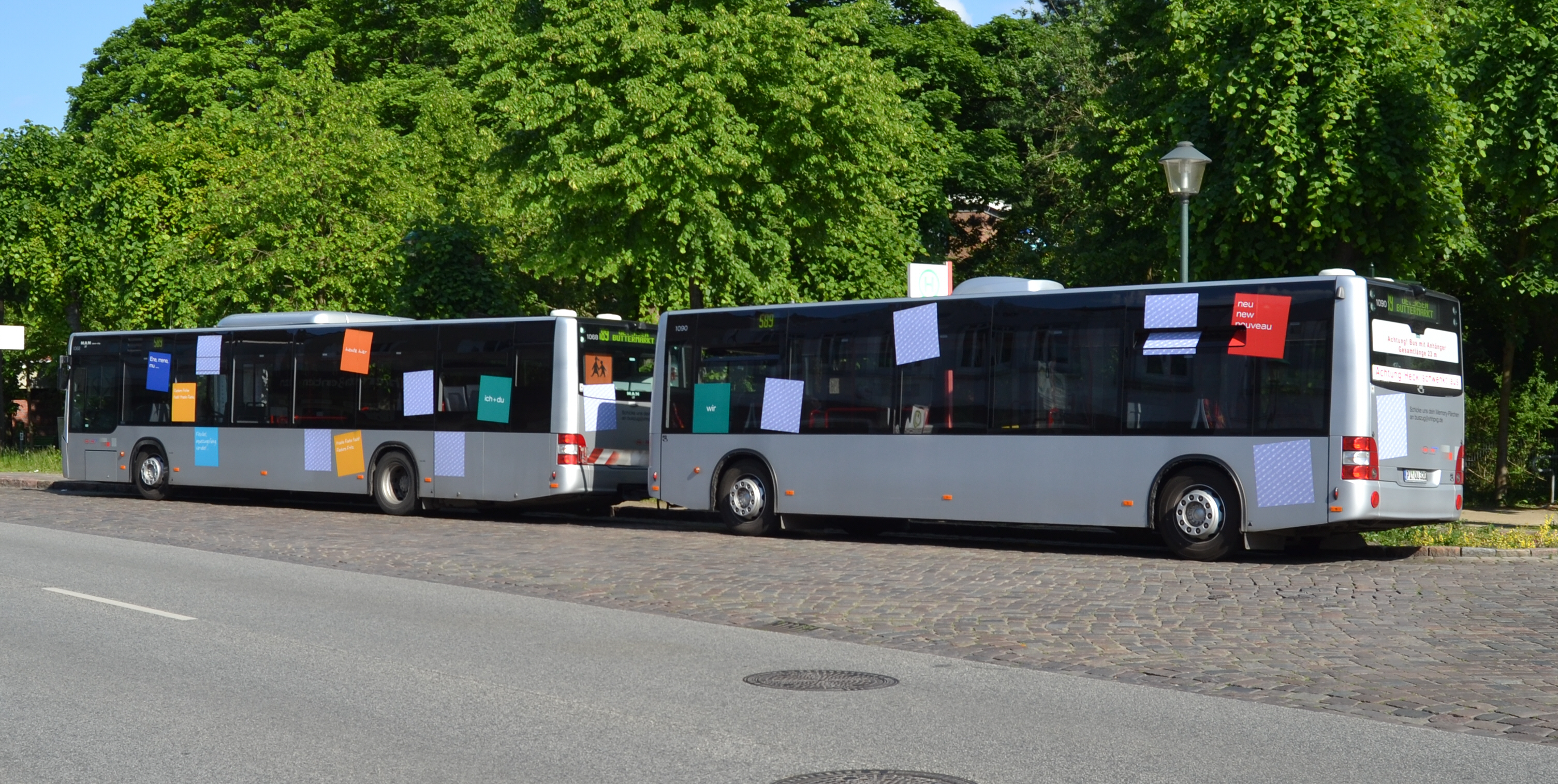
MAN Lion’s City A21 mit Göppel Maxi-Train, eingesetzt von 2010 bis 2020

Im Raum Barmstedt bedient die PVG (seit 2013 als VHH) im Auftrag der KViP insbesondere den Schülerverkehr. Hierzu wurden von 2010 bis Januar 2020 neue Busanhängerzüge vom Typ Göppel „MaxiTrain“ eingesetzt, sodass außerhalb der Spitzenzeiten die dann nicht benötigten Anhänger abgestellt werden konnten. Diese Buszüge sollten an den Wochenenden der Sommermonate in der Haseldorfer Marsch auf der Linie 589 eingesetzt werden. Der Anhänger sollte hier der Mitnahme von Fahrrädern für den Ausflugsverkehr dienen, was aber dann wegen des hohen Aufwands zur wöchentlichen Umrüstung der Inneneinrichtung des Anhängers unterblieb.
Die (alten) VHH betrieben mit etwa 380 Bussen etwa 136 Buslinien im Norden, Nordosten und Osten Hamburgs, hier insbesondere auch die Linien im Bezirk Bergedorf. Dazu gehörten auch die Stadt- und Ortsverkehre von Norderstedt, Ahrensburg, Reinbek, Geesthacht, Lauenburg, Quickborn, Henstedt-Ulzburg und, zusammen mit der PVG, Pinneberg innerhalb des HVV.
Die (seit Dezember 2012 als VHH betriebene) PVG bediente mit etwa 180 Bussen auf 41 Linien über 600 Kilometer Streckennetz. Darunter waren 5 Metrobus-, 6 Nachtbuslinien, 2 Quartiersbuslinien mit Klein-/Midi-Bussen zum Schnellbustarif, 2 reine Schulbuslinien und 8 Linien im Auftrag der KViP. Die Leistung betrug 12.360.000 km/Jahr. Pro Jahr wurden 46 Millionen Fahrgäste befördert. Sie betrieb Linien im Westen Hamburgs und im Kreis Pinneberg, hier u. a. die Stadtverkehre von Wedel, Schenefeld und, zusammen mit der VHH, den Stadtverkehr in Pinneberg.

## Aktuelles

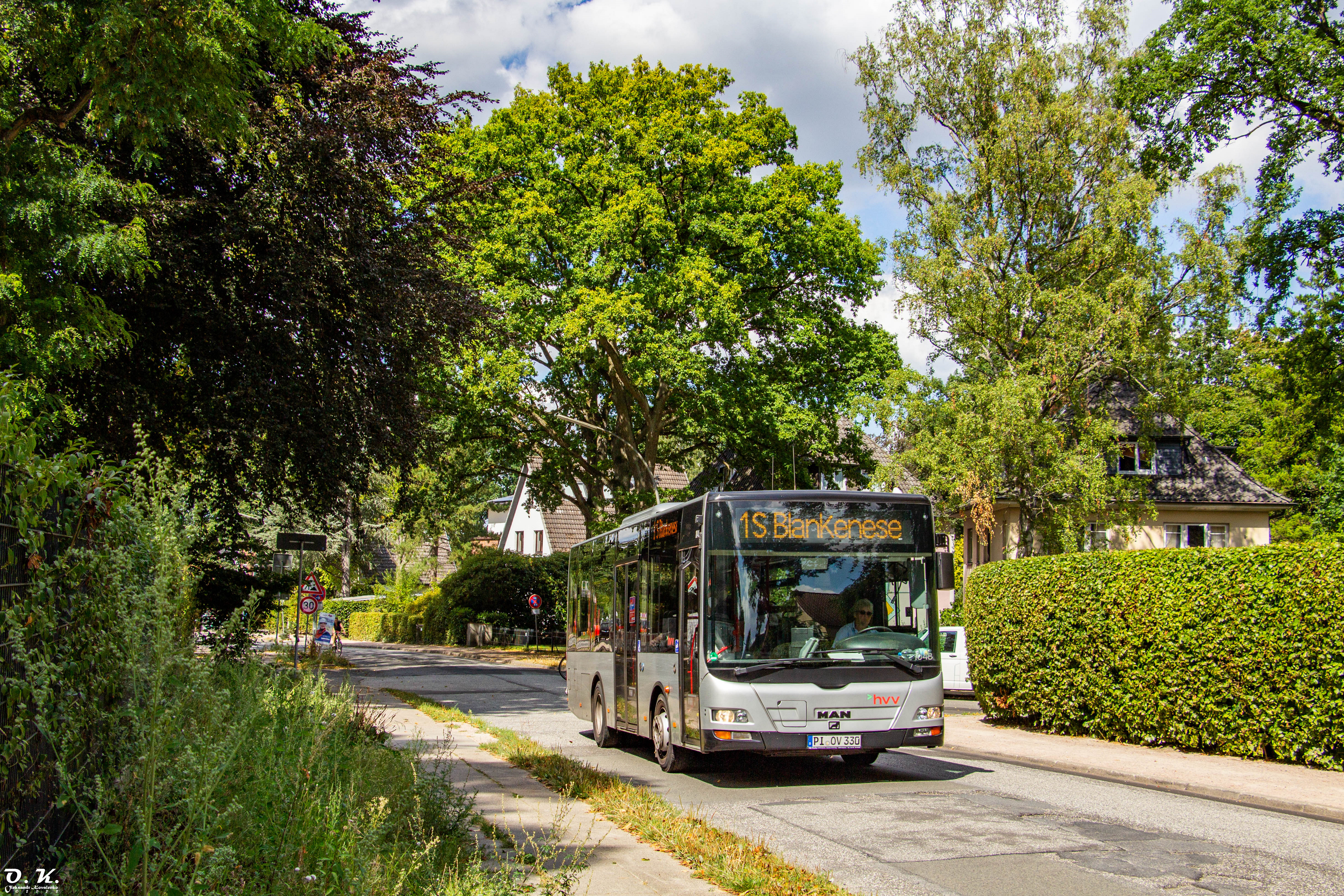
MAN/Göppel-Midibus Wagen 1048 (2022)

Seit Mitte der 2010er Jahre werden neben den bisher fast ausschließlich eingesetzten Bussen von EvoBus (hauptsächlich Citaros) auch Busse von Volvo (8900 LE) und MAN (Lion’s City) angeschafft. Erstere wurden bis 2018 in Silbergrau geliefert, letztere ab 2016 in Altweiß. Seit 2019 werden auch die Fahrzeuge von Mercedes-Benz in Weiß geliefert.
Das inzwischen in die Jahre gekommene, bisher benutzte RBL wurde ab 2018 durch ein neues Intermodal Transport Control System (ITCS) ersetzt. Dieses beinhaltet die Steuerung des Fahrbetriebs durch ständige Informations- und Kommunikationsmöglichkeit zwischen Fahrzeugen/Fahrpersonal und der Leitstelle, aktuelle Fahrgastinformationen (an DFI-Stationen, über das Internet und per HVV-App) sowie das Vertriebssystem über neue Fahrscheindrucker inklusive Prüfgeräte für eine HVV-Card. Dabei werden die zehn VHH-Betriebsstandorte mit sieben Betriebshofleitungen als auch der KViP-Standort in Uetersen und die RMVB-Standorte in Ratzeburg und Mölln einbezogen. Die aktuellen Betriebsdaten (Echtzeit) werden dabei auch in eine HVV-„Datendrehscheibe“ gespeist, in der die Daten der verschiedenen HVV-Verkehrsmittel/-Betreiber gesammelt und abgegeben werden. Die Einführung des Wirkbetriebs erfolgte zunächst am Standort Ahrensburg, wo die Funktionalität getestet, verbessert und erweitert wurde. Anfang 2020 waren ungefähr die Hälfte der rund 700 Omnibusse umgerüstet.

### Einsatz von Hybrid- und Elektrobussen

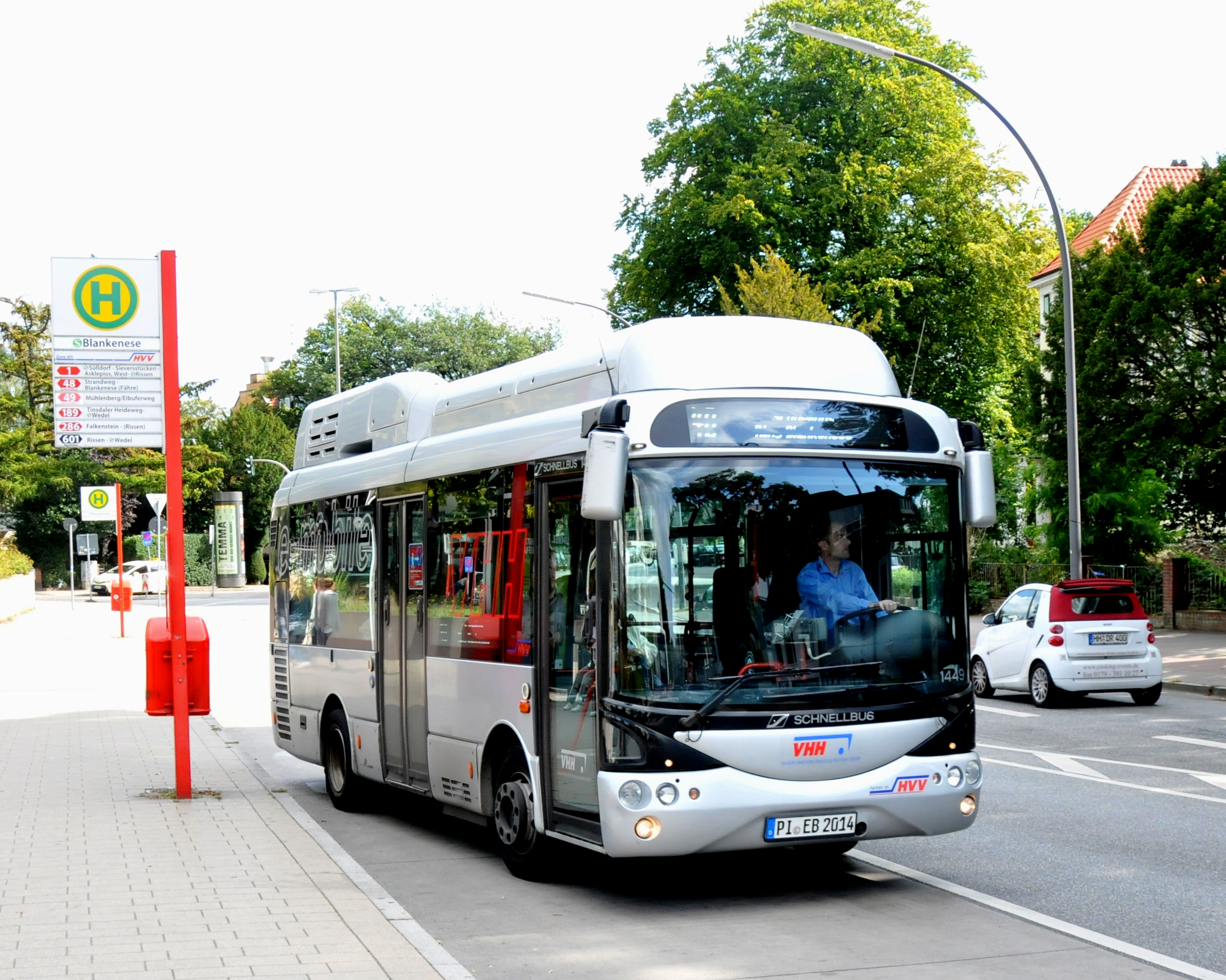
Rampini-Batteriebus 1449 von 2014 in Blankenese

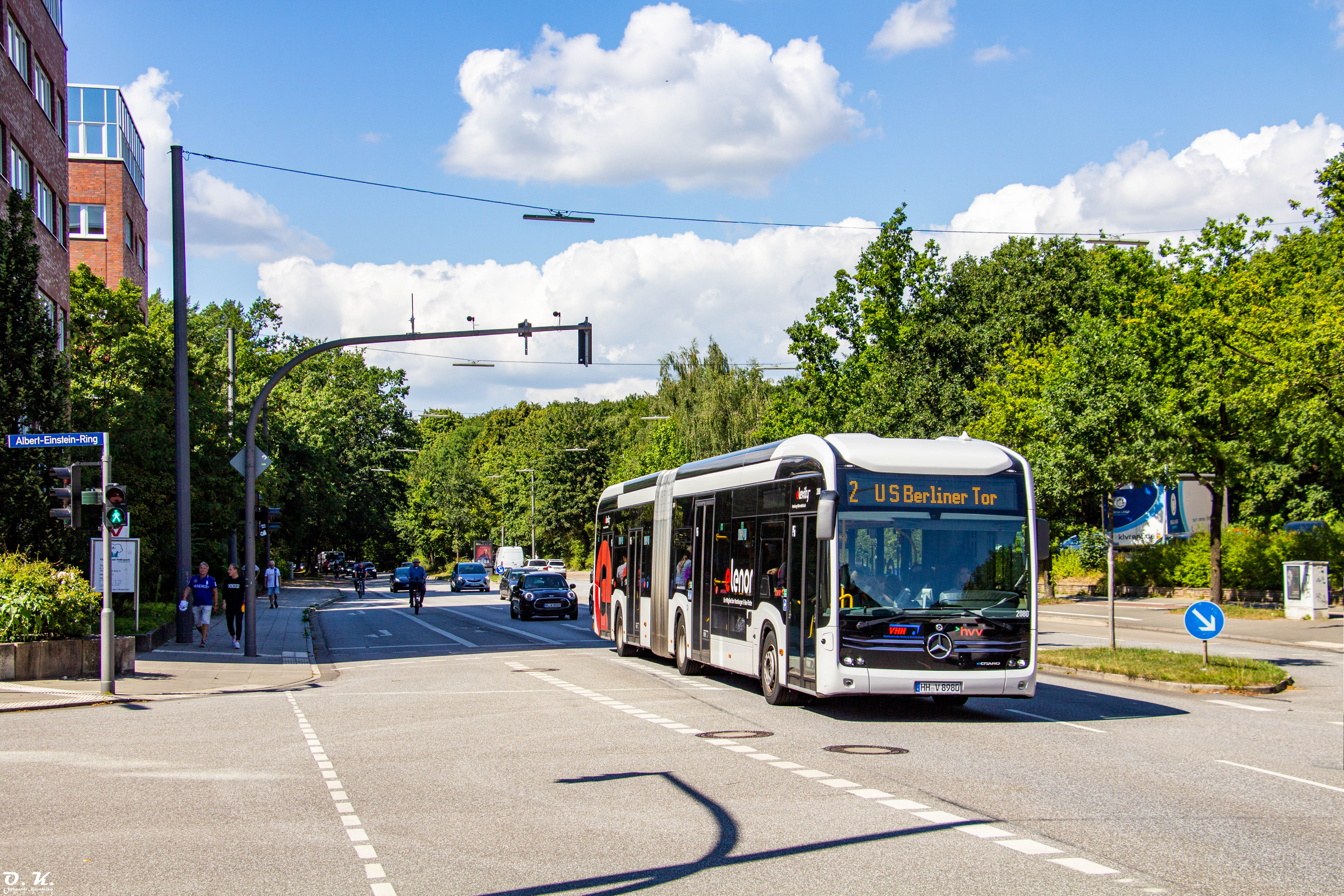
Mercedes-Benz eCitaro G Wagen 2080 auf der Luruper Chaussee (August 2022)

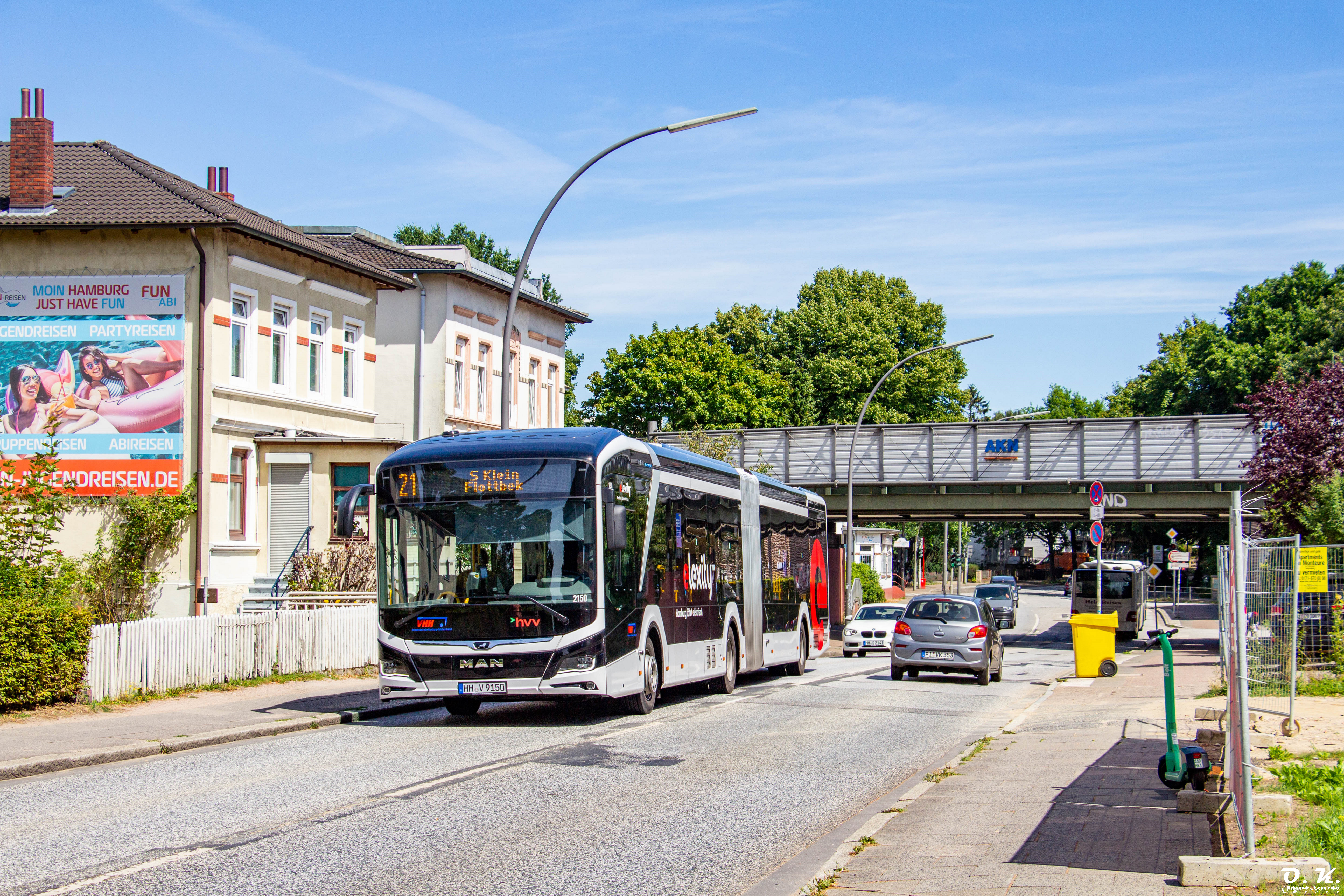
MAN Lion's City 18E Wagen 2150 auf der Elbgaustraße (August 2022)

Die beiden Verkehrsbetriebe VHH und Hochbahn wollen nach einer Verpflichtung der Stadt Hamburg ab 2020 neue Busse für den Verkehr in Hamburg nur noch mit alternativen Antrieben beschaffen, wie beispielsweise emissionsfreie Batteriebusse. Ab Anfang/Mitte der 2010er Jahre fanden Untersuchungen und Tests statt, um geeignete Antriebs- und Busmodelle zu finden, die den Ansprüchen der Verkehrsbetriebe genügen.
Ende 2013 beschaffte die VHH zehn dreitürige Volvo 7900 Busse mit Parallel-Hybrid-Antrieb für den Einsatz vom Betriebshof Bergedorf aus. 2015 wurden diese durch zehn neue Exemplare ersetzt.
Ab Oktober 2014 wurde auf der Blankeneser Linie 48/488 ein Midibus des Herstellers Rampini eingesetzt, der rein elektrisch fährt. Die Aufladung der Akkus im Fahrzeug erfolgt in der nächtlichen Betriebspause, aber auch zwischen den Fahrten während der Pause an einer Ladestation an der Endhaltestelle am S-Bf. Blankenese. 2015 wurde ein weiterer Rampini-Elektrobus bestellt, der ab Mai 2016 eingesetzt wurde. Im Oktober 2024 wurden die beiden Rampini-Busse ausgemustert.
Nach einer europaweiten Ausschreibung 2014 wurden zwei 18,6 m lange Elektro-Gelenkbusse des Typs „Exqui.City 18“ beim belgischen Busproduzenten Van Hool bestellt, die ab 2017 versuchsweise auf der Metrobuslinie 3 Bahrenfeld – Neustadt – Rathausmarkt – Hauptbahnhof (– Rothenburgsort – Tiefstack) eingesetzt wurden. Diese Elektrobusse waren im Betriebshof Schenefeld stationiert, von wo aus auch die beiden Rampini-Busse eingesetzt wurden. Da diese beiden Busse nicht zur Zufriedenheit der VHH liefen, wurden anstatt weitere solcher Van-Hool-Elektro-Gelenkbusse zu beschaffen die beiden wieder zurückgegeben. Andere europäische Batterie-Gelenkbusse waren damals noch nicht auf dem Markt.
Im August 2017 wurden für 5,8 Mio. Euro zehn Sileo-Elektrobusse bestellt, je fünf Solo- und fünf Gelenkbusse. Der Vertrag wurde im Jahr 2019 storniert, da die Busbaureihe keine Zulassung für Deutschland bekam. Ende 2019 wurde der erste Elektrobus (Lion’s City 12 E) von MAN übergeben. Von dieser Baureihe werden zehn vom Betriebshof in Norderstedt-Glashütte und sieben vom Betriebshof in Bergedorf aus eingesetzt. Die 16 im Jahr 2019 bestellten und im Januar 2020 an die VHH übergebenen eCitaro werden von Bergedorf aus eingesetzt.
Bei einem Ausbau des Betriebshofes Bergedorf für gut 10 Mio. Euro wurde dieser 2017/2018 mit einer neuen Halle mit fünf Fahrspuren für die Wartung von Elektrobussen ausgerüstet. Für die Stromversorgung, die hauptsächlich in der sonst verbrauchsärmeren Nachtzeit zum Laden der Akkus in den Bussen benutzt wird, wurde hier eine Übergabestation vom Hamburger Stromnetz mit einer Ringleitung und Transformatoren installiert. Die Ladeinfrastruktur ist für letztendlich 137 Busse vorgesehen.
Ab 2020 waren auch Batterie-Elektrobusse von den großen deutschen Busherstellern serienreif und erhältlich. Seitdem werden auch Mercedes-Benz eCitaro und MAN Lion’s City E angeschafft und eingesetzt.
Seit 2021 werden Batterie-Elektrobusse – mit dem Branding „elexity“ – von MAN (Lion's City 12E und 18E), Mercedes-Benz (eCitaro und eCitaro G) und Volvo (vier 7900 EA Gelenkbusse) eingesetzt. Von den ebenfalls bestellten acht Irizar ieBus 12 konnte nur einer Anfang 2022 zugelassen werden. Die restlichen sieben kamen erst im Mai 2022 und waren mit etlichen Fehlern behaftet, sodass die VHH vom Kaufvertrag zurücktrat und alle acht Irizar an die Herstellerfirma zurück schickte. Anfang 2023 hatte die VHH 86 E-Busse im Bestand, die hauptsächlich von den Betriebshöfen Bergedorf, Schenefeld und Norderstedt aus eingesetzt werden. Im zweiten Quartal 2023 sind nach der Lieferung von weiteren 17 E-Bussen und 11 E-Sprinter-Kleinbussen 114 elektrisch angetriebene Busse im Bestand. Bei Daimler Buses und MAN wurden weitere E-Busse bestellt, von denen zunächst 47 Solo- und 48 Gelenkbusse des Typs eCitaro sowie 48 Solobusse Lion's City 12E von MAN zur Lieferung 2024 anstehen. Insgesamt umfasst die Bestellung eine Option auf bis zu 250 e-Busse von Daimler Buses und bis zu 100 Solobusse von MAN Truck & Bus. Inzwischen werden auf den Ende 2022 neu eingeführten Ortsbus- bzw. Stadtbuslinien in Henstedt-Ulzburg, Bargteheide und Schwarzenbek 16 Elektro-Kleinbusse des Typs VDL MidCity Electric auf MB-Sprinter-Basis eingesetzt, die ursprünglich für Connexxion in den Niederlanden vorgesehen waren. Kleinbusse waren schwer zu beschaffen, so wurden für kurze Zeit auch andere Kleinbusse für den Einsatz geliehen.

### On-Demand-Angebote „ioki Hamburg“ bzw. „hvv hop“

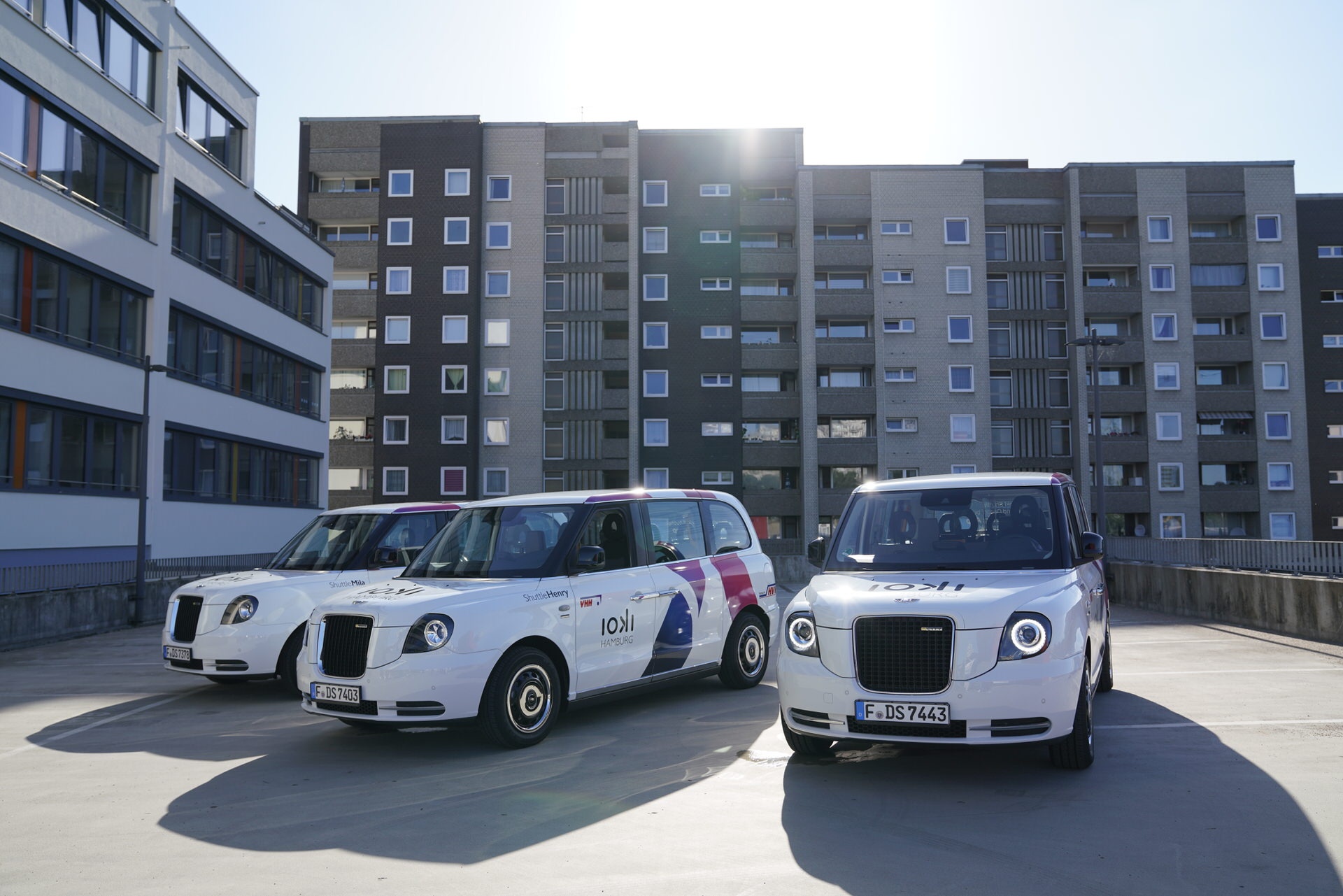
„London Taxis“ von ioki Hamburg

Nach einem Testbetrieb für VHH-Mitarbeiter sind die VHH Betreiber eines Ridepooling-Angebots mit Elektrofahrzeugen mit sechs Sitzplätzen (LEVC TX, neues „London-Taxi“).

#### ioki Hamburg in Lurup und Osdorf
Vom 18. Juli 2018 bis zum 30. Dezember 2022 wurde unter dem Namen ioki Hamburg innerhalb des begrenzten Bedienungsgebietes (Lurup und Osdorf) auf Nachfrage gefahren, in den ersten Wochen nur montags bis freitags von 4 Uhr morgens bis 1 Uhr nachts. Ab dem 8. August 2018 wurde das Angebot rund um die Uhr angeboten. Die Nutzer müssen sich über die ioki Hamburg App anmelden und Start- und Zielort angeben. Die Fahrten erfolgen von einer der eingerichteten (virtuellen) Haltestellen zu einer Adresse im Bedienungsgebiet oder umgekehrt. Bezahlt wird über die App, Zeitkarten des HVV (Tageskarten, Wochenkarten, Monatskarten oder Abonnements) werden auch anerkannt. Die Fahrten werden so koordiniert, dass mehrere Fahrgäste gleichzeitig befördert werden können (Ridepooling). Das zunächst bis Ende 2018 befristete Angebot wurde bis Ende 2022 verlängert. Seit April 2019 ist zusätzlich zum HVV-Tarif ein Aufpreis von 1 Euro pro Person und Fahrt erforderlich. Bezahlt werden kann inzwischen neben der Kreditkarte, Apple Pay oder Überweisung auf das VHH-Konto auch über eine Guthabenkarte. Das Angebot ioki Hamburg ist als besonderer Linienverkehr nach §§ 42 und 2(6) PBefG konzessioniert. Das bisherige ioki-Angebot im Raum Lurup/Osdorf wurde am 30. Dezember 2022 eingestellt.

#### ioki Hamburg in Billbrook
Vom Herbst 2019 bis zum 30. Dezember 2022 wurde ioki Hamburg auch in Hamburg-Billbrook angeboten, hier allerdings zunächst mit Nissan-Minibussen mit Verbrennungsmotor. In diesem südöstlich der Innenstadt gelegenen und durch Industrie- und Gewerbebetriebe geprägten Stadtteil mit mehr als 20.000 Beschäftigten gab es ein zweistufiges Angebot, das parallel zu den vorhandenen Buslinien angeboten wurde:
- Tagsüber zwischen 5 und 20 Uhr, wenn werktags hier auch vorhandene Buslinien angeboten werden, wird ioki nur auf bestimmten Straßen – besonders im östlichen Teil Billbrooks – angeboten. Dafür war zur gültigen HVV-Fahrtberechtigung ein Zuschlag von 1 Euro pro Person und Fahrt erforderlich.
- Abends und nachts (20 bis 5 Uhr) bot ioki Fahrten in ganz Billbrook mit 37 Haltestellen an. Zu diesen Zeiten war hier zuerst kein Zuschlag erforderlich.[111]

Verbindungen zu den Schnellbahnstationen Billwerder-Moorfleet (S2+S21) sowie Horner Rennbahn und Billstedt (U2+U4, auch Nachtbus) wurden immer angeboten. Auch IKEA in Moorfleet und die Justizvollzugsanstalt Billwerder lagen im Bedienungsgebiet.

#### ioki bzw. hvv hop in Ahrensburg und Trittau/Lütjensee/Brunsbek
Seit Dezember 2020 gibt es zwei weitere Einsatzgebiete des ioki im Kreis Stormarn: in der Stadt Ahrensburg (mit 14 zusätzlichen Haltestellen) sowie in den Gemeinden Trittau, Brunsbek, Rausdorf, Großensee und Lütjensee mit Anbindung an die nächsten südwestlichen Busknotenpunkte Stapelfeld, Großlohe (Rahlstedt), Willinghusen und Neuschönningstedt Haidkrug. Dabei werden Elektrofahrzeuge des Typs LEVC eingesetzt, für die Fahrt ist neben dem HVV-Ticket 1 Euro Aufschlag pro Person fällig. Für Fahrten auf der Strecke des vorher bestehenden AST 837 zwischen Trittau und Brunsbek kann für Inhaber einer dort gültigen HVV-Zeitkarte eine Befreiung von der Zuzahlungspflicht beantragt werden. Seit Dezember 2022 wird das bisherige ioki-Angebot unter dem neuen Namen „hvv hop“ angeboten. Im Herbst 2023 wurde das Bedienungsgebiet des hvv hop Ahrensburg bis zur Siedlung Kremerberg erweitert.
Das On-Demand-Angebot vhh hop 837 im Raum Trittau/Lütjensee/Brunsbek wurde neben der Verlängerung des Förderungszeitraumes vom Kreis Stormarn bis zum 31. Dezember 2026 am 16. Dezember 2024 auch auf die Gemeinden Siek und Braak ausgedehnt. Dieses Bedienungsgebiet umfasst nun 83 km², wobei die Gewerbegebiete Siek und Stapelfeld/Braak wegen der vorhandenen Linienbusbedienung (869 bzw. 462) nicht bedient werden. Dagegen lief das hvv-hop-Angebot in Ahrensburg nach Ende des Förderungszeitraumes zum 31. Dezember 2024 aus, das Linienbusangebot wurde hier zum Fahrplanwechsel erhöht.

#### hvv hop in Henstedt-Ulzburg
Seit dem Fahrplanwechsel am 11. Dezember 2022 gibt es neben den bestehenden on-demand-Angeboten in Ahrensburg und Trittau/Brunsbek ein weiteres Bedienungsgebiet in der Gemeinde Henstedt-Ulzburg (hvv hop 896).

#### hvv hop in Harburg und Projekt ahoi

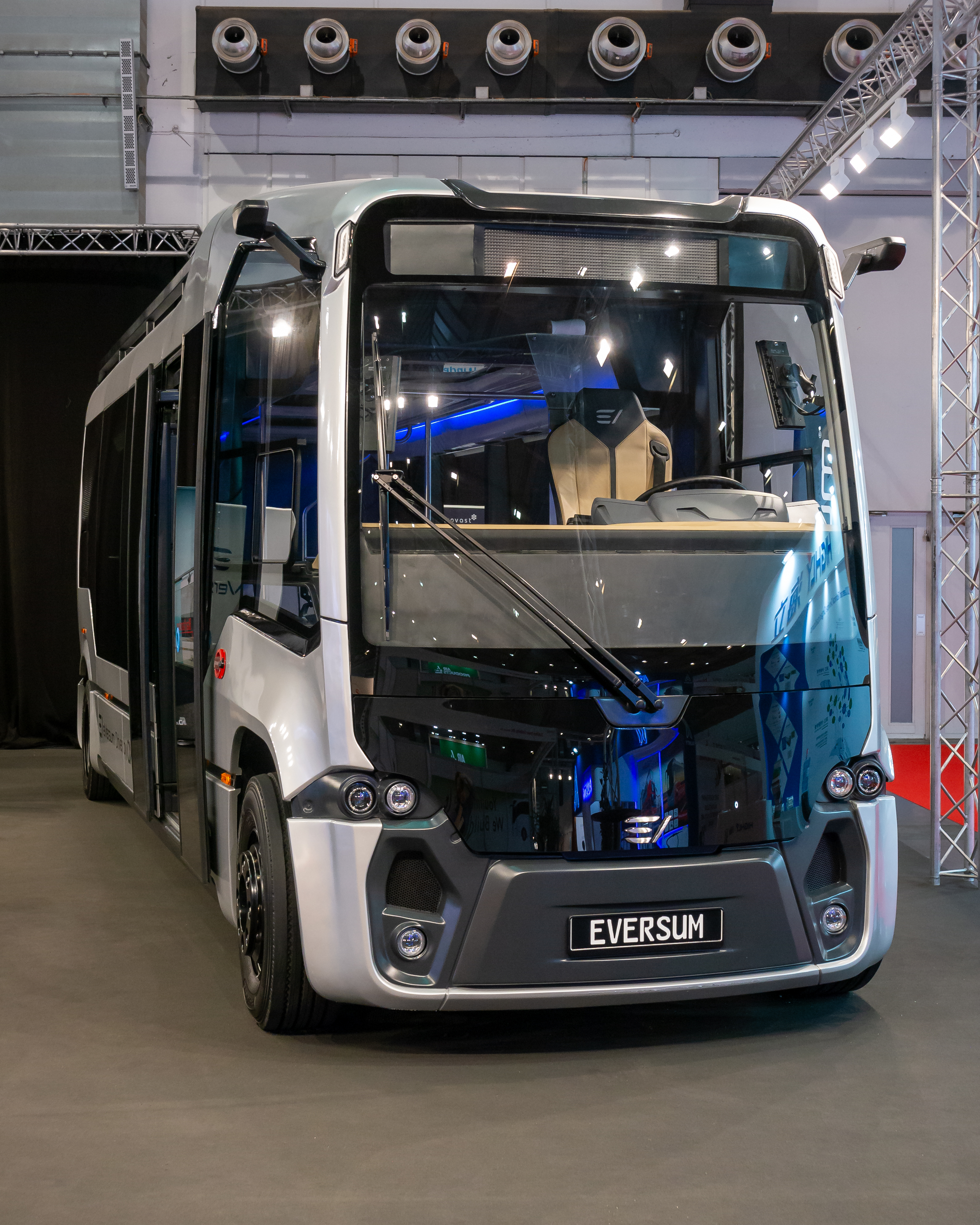
Autonom fahrender Kleinbus von eVersum für das Projekt „ahoi“

Seit dem 2. Januar 2023 wird in Hamburg-Harburg ebenfalls on-demand-Verkehr als „hvv hop“ (843) angeboten, zuerst in den östlichen Harburger Stadtteilen Neuland, Gut Moor, Wilstorf, Rönneburg, Langenbek und Sinstorf sowie im Harburger Zentrum. Seit dem 25. April 2023 werden auch die westlicher gelegenen Stadtteile Heimfeld, Eißendorf und Marmstorf bedient.
Im Projekt ahoi („Automatisierung des Hamburger On-Demand-Angebots mit Integration in den ÖPNV“) werden ab 2026 im Rahmen des hvv hop im Bedienungsgebiet Harburg autonom fahrende Batterie-Kleinbusse von eVersum eingesetzt, zunächst (Phase II) mit einer mitfahrenden Person zur Überwachung, aber noch ohne Fahrgäste. In Phase III werden dann Fahrgäste im Rahmen des on-demand-Angebots von hvv hop befördert, zunächst weiter mit einer Überwachungsperson.

### Projekt Autonomes Fahren „TaBuLa“
In Lauenburg wurde der Betrieb eines autonom fahrenden Kleinbusses von der VHH durchgeführt. Das Projekt wurde unter dem Namen Testzentrum autonome Busse Lauenburg/Elbe TaBuLa von der Technischen Universität Hamburg (TUHH) begleitet. Das Bundesministerium für Verkehr und digitale Infrastruktur (BMVI) förderte TaBuLa im Rahmen des Forschungsprogramms zur Automatisierung und Vernetzung im Straßenverkehr (AVF) mit 1,9 Mio. Euro.
Vom 11. Oktober 2019 bis zum 30. November 2021 (allerdings mit „Corona“-Zwangspause ab Dezember 2020) war ein fahrerloser Navya-Kleinbus auf drei unterschiedlich langen Ringstrecken ab dem Lauenburger ZOB unterwegs. Seine Höchstgeschwindigkeit betrug 18 km/h. Die Mitfahrt war kostenlos, im Fahrzeug gab es Begleitpersonal. Die vorgesehenen Betriebszeiten waren dienstags bis freitags von 8 bis 11 Uhr und von 14 bis 17 Uhr sowie sonnabends von 8 bis 14 Uhr. Aufgrund von Einstellungsarbeiten und Testphasen war der Einsatz bzw. die Mitfahrt nicht immer möglich.
Mit 1,79 Mio. Euro förderte der Bund ab dem 1. Juli 2020 das Anschlussprojekt unter dem Namen „TaBuLa-LOG“, bei dem auch Briefe und Pakete transportiert wurden, um den kombinierten Warentransport mit einem (auf Teilstrecken mitfahrenden) Transportroboter („Laura“) zu testen.

## Betriebsstätten

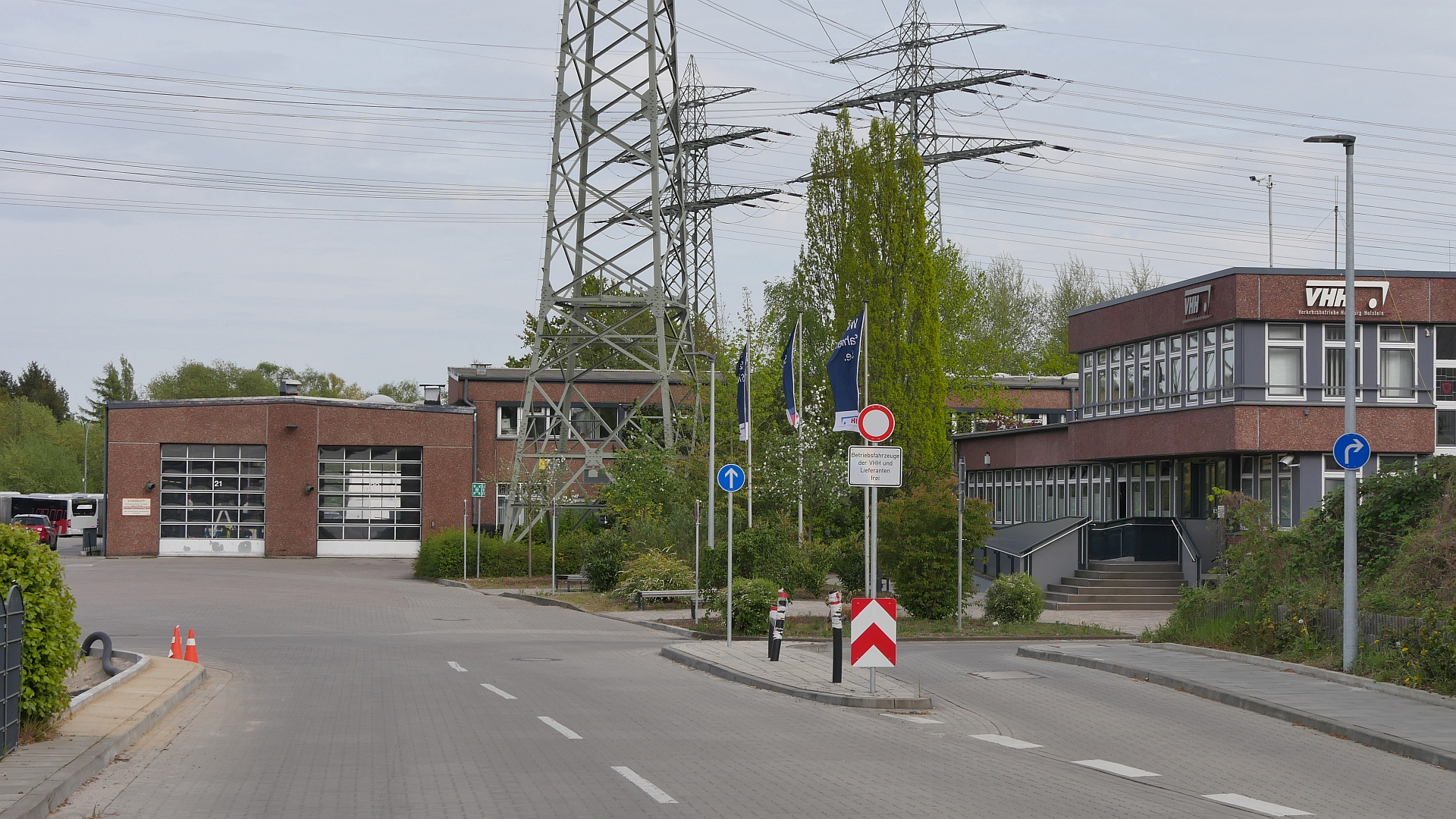
Einfahrt zum Betriebshof B der VHH in Hamburg-Bergedorf

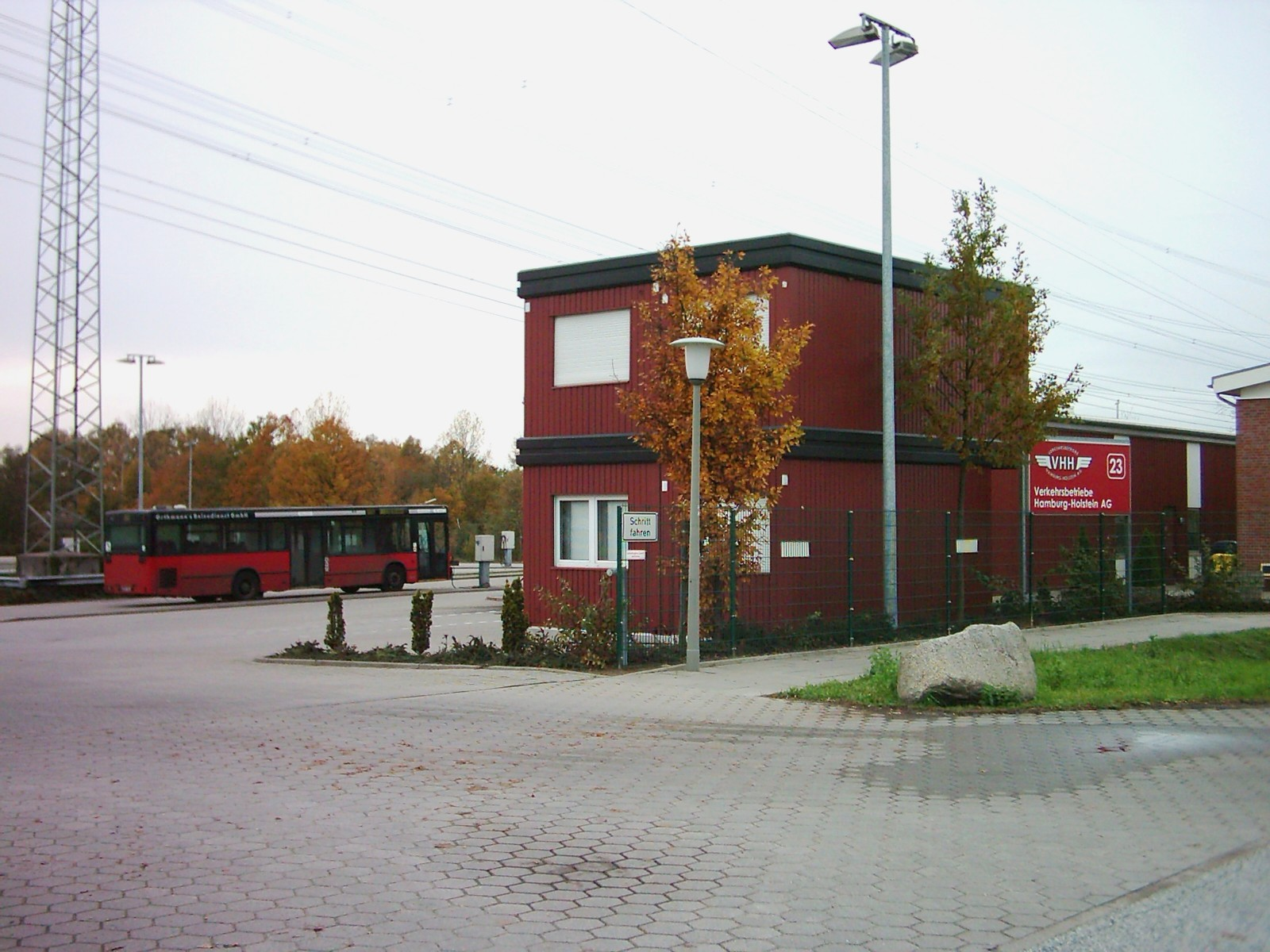
Betriebshof O der VHH in Hamburg-Rahlstedt mit Bus der ORD (2006)

Die VHH hat folgende Betriebseinrichtungen:
- Bergedorf (B), Curslacker Neuer Deich 37 (mit Verwaltung und Hauptwerkstatt), entstand 1928 bei der BGE, 1975–1979 Neubau auf dem Nachbar-Grundstück, 1991 erweitert für 212 Busse, 1996 neues Verwaltungsgebäude

Für die Wartung von E-Bussen wurde ein neues Werkstattgebäude errichtet. Es enthält elektrische Prüfeinrichtungen, Dacharbeitsplätze und Kranbahnen, da sich bei Elektrobussen ein beträchtlicher Teil der elektrischen Ausrüstung auf dem Fahrzeugdach befindet. Richtfest für diese Anlage war im November 2017.
Zum Betriebshof Bergedorf gehören auch die beiden Betriebsstellen
- Geesthacht (D), Dünenstraße 12, seit 1999 (2017: 21 Busse)
- Lauenburg (L), Büchener Weg 104 (2017: 16 Busse)

- Glinde (G), Berliner Straße 1 (mit Werkstatt), 1966 für zunächst 60 Busse eingerichtet, 1992–1994 unter laufendem Betrieb für 111 Busse völlig neu gebaut, damals 286 Beschäftigte, davon 240 im Fahrdienst[129] (2017: 65 Busse)
  - Billbrook (I), Moorfleeter Str. 25 (2023 für bis zu 41 E-Busse umgebaut)[130]; Billbrookdeich 213[131] (2017: 25 VHH-Busse, ab 2020 für ioki-Fahrzeuge); (W, Billbrook III), Werner-Siemens-Str. 35 (seit Dezember 2020)
- Rahlstedt (O), Oldenfelder Bogen 23, beim Höltigbaum, seit 2001; hier wurden die Fahrer der ORD eingesetzt (2017: 23 Busse)
- Quickborn (Q), Ellerauer Straße 7 (mit Werkstatt, ehemals Mullikas), etwa 1930 erbaut, 1962, 1968–1970 und 1989–1993 erweitert (2017: 56 Busse)
  - Norderstedt (N), im Stadtteil Glashütte, Hans-Böckler-Ring 10, im Dezember 2016 auf dem TÜV-Nord-Gelände neu eingerichtet (2017: 15 Busse), Anfang 2021 für (zunächst) zehn E-Busse ausgerüstet[132] Während der Umbauzeit 2023/2024 u. a. für weiteren E-Bus-Einsatz gibt es ein Ausweichquartier im Stadtteil Friedrichsgabe, Beim Umspannwerk 159.[133]
- Ahrensburg (ABG), im Gewerbegebiet Nord, Kornkamp 46, ab 1975 für 24 Busse, Einsatzort der abg-Fahrer; wegen Modernisierung und Umstellung auf Elektrobetrieb nutzt die ABG 2024/2025 das benachbarte ehemalige famila-Gelände[134]
- Schenefeld (S), Osterbrooksweg 73 (mit Verwaltung und Werkstatt, ehemals PVG), 1975 für 88 Busse eingerichtet, 1989–1991 modernisiert und erweitert für 134 Busse und 450 Beschäftigte[135] (2018: 172 Busse, davon ein Drittel Gelenkbusse); wurde 2022/2023 erweitert und für Elektrobusse eingerichtet[136]
  - Volkspark (V), Schnackenburgallee 196, im Dezember 2020 für zunächst 33 Busse und 110 Mitarbeiter als Ausweichstelle für Schenefeld während der Bauarbeiten in Betrieb genommen[137]
- Elmshorn (E), Robert-Bosch-Str. 6 (mit Werkstatt, ehemals PVG), 1985 als Ersatz für den vorherigen Elmshorner Betriebshof für 36 Busse entstanden (2017: 22 VHH-Busse)

Die PVG-Betriebsstelle Wedel ist ab 1977 stillgelegt worden, die Betriebsstelle Wilster wurde 1985 aufgegeben.
Beim Bau des Gewerbehofes Stellinger Moor an der Schnackenburgallee ist die Anlage eines Betriebshofes der VHH für bis zu 250 Elektrobusse vorgesehen. Dort werden auch Lademöglichkeiten für Strom und Wasserstoff entstehen, die auch für die Fahrzeuge der ebenfalls im Gewerbehof untergebrachten Betriebsstellen von Hamburg Wasser und Stromnetz Hamburg sowie der benachbarten Stadtreinigung Hamburg zur Verfügung stehen werden.
Die 1928 in der Zeit der Südstormarnschen Kreisbahn entstandene Betriebsstelle am Bahnhof Trittau mit Werkstatt wurde am 6. Juni 1977 geschlossen. Bis 1991 wurden dort noch vier Busse für den Schülerverkehr im Freien abgestellt.

Die Südstormarnsche Kreisbahn hatte in den Anfangstagen ihres Busbetriebs in der Nähe des Bahnhofs Billstedt am Steinbeker Weg in Billstedt-Kirchsteinbek für zunächst vier Busse eine Busgarage eingerichtet. Nach dem Krieg wurde die Kapazität dort erhöht, zwölf Busse, teilweise mit Anhänger, wurden dort abgestellt. Am Bahnhof Billstedt war auch der Sitz der Verwaltung der Verkehrsbetriebe des Kreises Stormarn (VKSt). Erst durch das Groß-Hamburg-Gesetz wechselte 1937 Billstedt vom Kreis Stormarn nach Hamburg.

Nach Einrichtung eines Stützpunktes 1953 in einer alten Munitionsanstalt in den Oher Tannen nahe Neuschönningstedt Haidkrug wurden die Busse von Billstedt abgezogen, die Werkstatt und ein Bus für Personalfahrten blieben dort noch bis Ende 1954. Nach einem halben Jahr wurde 1954 die Betriebsstelle Glinde im Gleisdreieck an der Möllner Landstraße eingerichtet, so dass das Provisorium aufgegeben werden konnte. Nach Bezug des neu gebauten Betriebshofes Glinde in der Berliner Straße am 1. Juni 1966 wurde das Gelände im Gleisdreieck verkauft.

In Ahrensburg gab es bis 1954 eine angemietete Halle gegenüber dem Schloss am Marstall, wo ein Bus vom Fahrer abgestellt und auch gewartet wurde. Ab etwa 1957 wurden die Busse bei der Aral-Tankstelle Gebers abgestellt. Um 1970 standen die Busse bei der Firma Stange an der Badeanstalt, bis 1975 der Betriebshof im Kornkamp im Industriegebiet Nord in Betrieb genommen wurde.
Der Betriebshof des 1957 übernommenen Omnibusbetriebs Heinrich Prahl in Bad Bramstedt befand sich in der Rosenstraße. Dabei wurde auch eine Wagenhalle in Hohenwestedt übernommen.
Der Betriebsteil Neumünster mit dem im Januar 2005 in Betrieb genommenen Betriebshof-Neubau (mit Werkstatt) in der Rendsburger Straße 87 wurde zum 1. Januar 2015 in die SWN Verkehr GmbH überführt. Bis 2005 befand sich der Betriebshof in der Rosenstraße 1b.
Der Betriebshof des Tochterunternehmens RMVB befindet sich in Ratzeburg, Schweriner Straße 90 (2017: 36 Busse). Ab 1982 gab es in Mölln am Rudolf-Diesel-Weg einen weiteren Betriebshof der damaligen RMVG.

## Daten
Im Jahr 2022 waren rund 2500 Mitarbeiter bei der VHH beschäftigt. Mit etwa 700 Bussen wurden rund 100,8 Millionen Fahrgäste (2018, vor der Covid-Pandemie: 106,6 Mio.) auf 170 eigenen Linien mit über 600 km Streckenlänge befördert. Der Umsatzerlös lag bei 132,1 Millionen Euro, die Absatzleistung betrug 42.989.000 km. Im Schienenersatzverkehr für Eisenbahnverkehrsunternehmen wie AKN, nordbahn, S-Bahn Hamburg und DB Regio wurden im Jahr 2022 rund 766.000 km gefahren.
Der Kostendeckungsgrad betrug 2011 bei der PVG 93,51 %, bei der VHH 80,19 %. 2012 lag der Kostendeckungsgrad der VHH bei 93,7 %, 2013 bei 89,12 %, 2014 bei 88,8 %, 2015 bei 89,21 %, 2016 bei 89,76 %, 2017 bei 91,20 % und 2018 bei 88,32 %.

## Beteiligungen
Die VHH sind unter anderem beteiligt:
- an der ABG Ahrensburger Busbetriebsgesellschaft mbH mit 100 % für den Fahrdienst im Raum Ahrensburg, Hoisbüttel und Bargteheide; ab 1995 mit zunächst 51 % VHH-Anteil und 49 % Dahmetal-Anteil, später 58 % VHH-Anteil
- an der RRH Reisering Hamburg GmbH mit 100 % für die Omnibustouristik mit eigenen Programmen sowie den Reisedienst und Gelegenheitsverkehr mit eigenen Reisebussen
- an der RMVB Ratzeburg-Möllner Verkehrsbetriebe GmbH in Ratzeburg mit 76 % (von 2003 bis 2005 mit 24 %) für Linienverkehr im Kreis Herzogtum Lauenburg
- an der KViP Kreisverkehrsgesellschaft in Pinneberg mbH mit 24,9 % (bis Mitte 2015 noch 48 %) für Linienverkehr im Kreis Pinneberg
- an der vhh.forward mit 100 %[149]
- an der NBB Norddeutsche Bus-Beteiligungsgesellschaft mbH Hamburg mit 37,45 %
- an der Zentral-Omnibus-Bahnhof „ZOB“ Hamburg GmbH mit 11,54 %
- an der beka GmbH (Einkaufs- und Wirtschaftsgesellschaft für Verkehrsunternehmen) in Köln mit 5,3 %
- an der hySOLUTIONS GmbH in Hamburg mit 5 %
- an der NSH Nahverkehr Schleswig-Holstein GmbH in Kiel mit 0,2 %

Das ehemalige Tochterunternehmen Orthmann's Reisedienst GmbH (ORD), an dem die VHH zuletzt zu 100 % beteiligt war, ist 2024 in die Muttergesellschaft integriert worden. Es wurde 1953 von Hans Peter Orthmann gegründet. Ab 1969 war die VHH beteiligt, der Reisebusverkehr wurde innerhalb des Reiserings Hamburg angeboten. Die letzten Jahrzehnte besorgte es den Fahrdienst im Raum Hamburg-Rahlstedt, zunächst noch mit eigenen Bussen, die meist von der VHH übernommen wurden.
Ab 2003 war die VHH-PVG-Unternehmensgruppe an der Stadtverkehr Lübeck GmbH (SL) und an der Kieler Verkehrsgesellschaft mbH (KVG) beteiligt. Ab 2007 übernahm die BeNEX GmbH die Anteile (HNB Hamburger Nahverkehrs-Beteiligungsgesellschaft mbH).